# 23. März
Der 23. März ist der 82. Tag des gregorianischen Kalenders (der 83. in Schaltjahren), somit bleiben 283 Tage bis zum Jahresende.

## Ereignisse

### Politik und Weltgeschehen
- 0625: In der Schlacht von Uhud besiegt eine von den Quraisch angeführte Koalition arabischer Stämme unter Abū Sufyān ibn Harb die Muslime unter ihrem Propheten Mohammed. Die Schlacht hat jedoch keine Folgen, da die Sieger die mögliche Einnahme des schwach befestigten Medinas nicht weiter verfolgen.
- 1153: Friedrich Barbarossa beeidet den Vertrag von Konstanz, in welchem die mit Papst Eugen III. ausgehandelten Bedingungen für seine Kaiserkrönung festgelegt sind.
- 1324: Papst Johannes XXII. verhängt gegen König Ludwig IV. den Kirchenbann wegen Ungehorsams gegen den Papst und nennt ihn in der Folge nur noch verächtlich Ludwig der Bayer, um jeglichen Herrschaftsanspruch zu verneinen.
- 1513: Die Republik Venedig wechselt in der Heiligen Liga die Seite und verbündet sich mit dem von der Liga bekämpften Frankreich unter König Ludwig XII.
- 1568: Caterina de’ Medici unternimmt mit dem Frieden von Longjumeau einen Versuch, die mit dem Zweiten Hugenottenkrieg ausgetragenen Feindseligkeiten zu beenden. Doch nur sechs Monate später bricht der nächste Religionskrieg in Frankreich aus.
- 1708: The Old Pretender James Francis Edward Stuart, Sohn des abgesetzten englischen Königs Jakob II., landet am Firth of Forth in Schottland, um seine Thronansprüche gegen die regierende Königin Anne geltend zu machen.

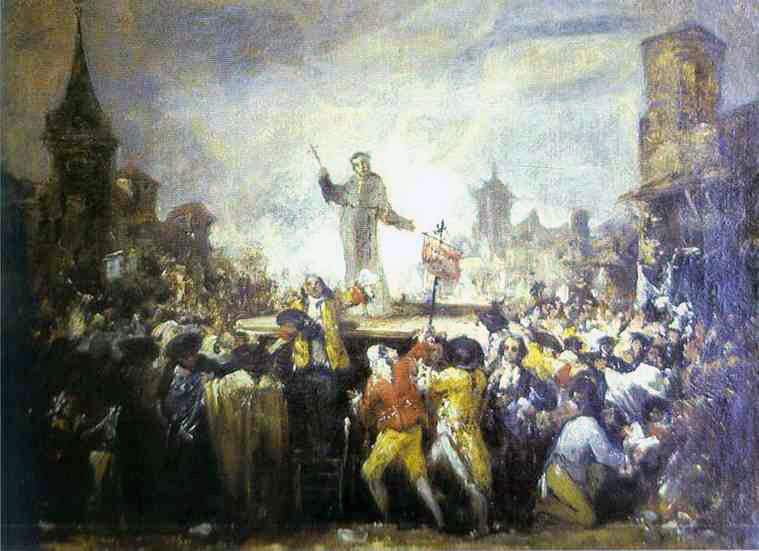
1766: Madrider Hutaufstand

- 1766: 13 Tage nach dem Verbot breitkrempiger Hüte und langer Mäntel durch Minister Leopoldo de Gregorio, Marquis de Esquilache bricht der Madrider Hutaufstand gegen den spanischen König Karl III. aus. Der Aufstand, an dem rund 50.000 Menschen teilnehmen, kann auch von den Truppen nicht unter Kontrolle gebracht werden, der König muss fliehen und Esquilache entlassen.

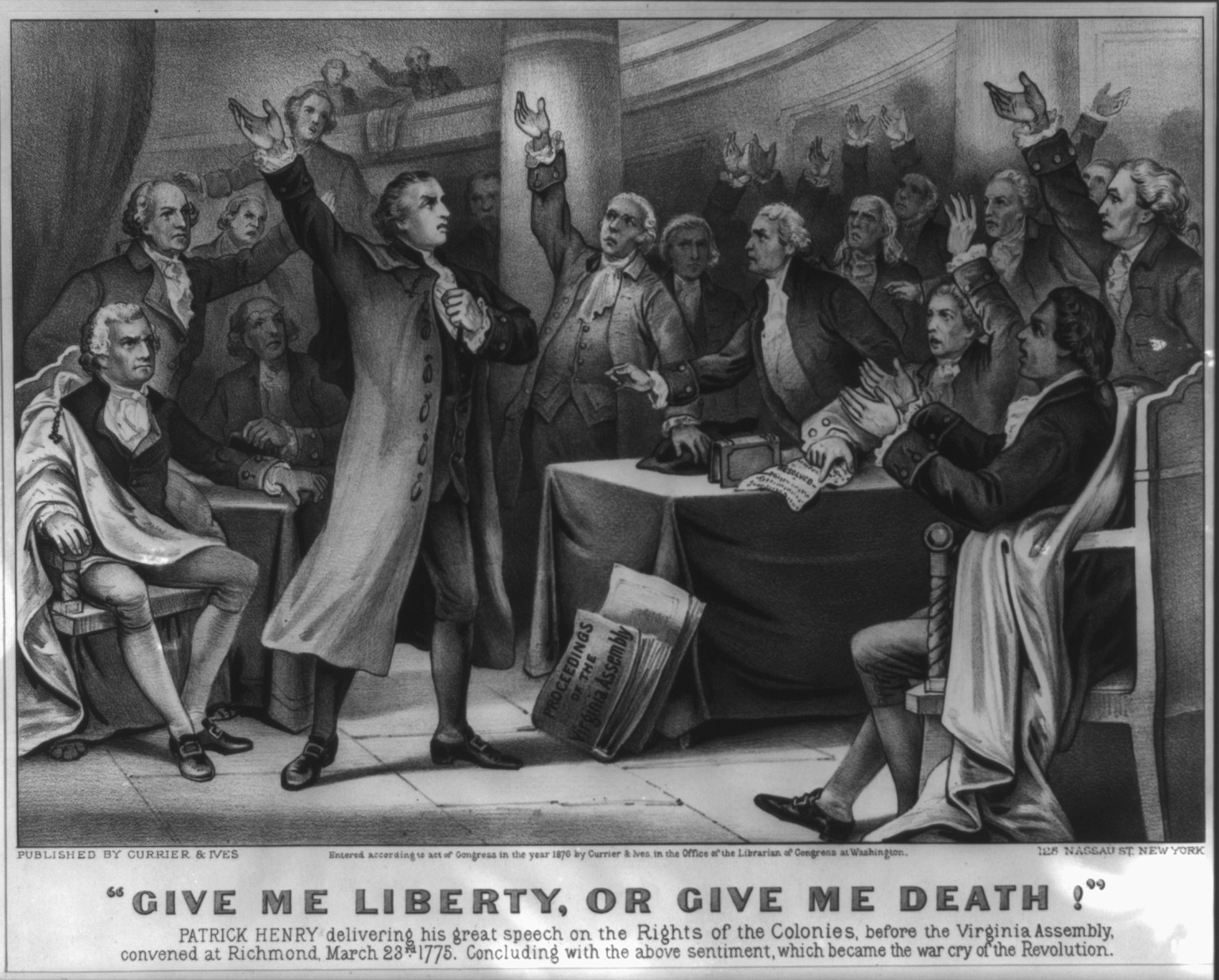
1775: Henry bei seiner Rede

- 1775: Der Rechtsanwalt Patrick Henry hält eine Rede, die mit dem Satz Give me Liberty, or give me Death! endet. Er sichert damit die Unterstützung Virginias in der Vorbereitung des Amerikanischen Unabhängigkeitskriegs.

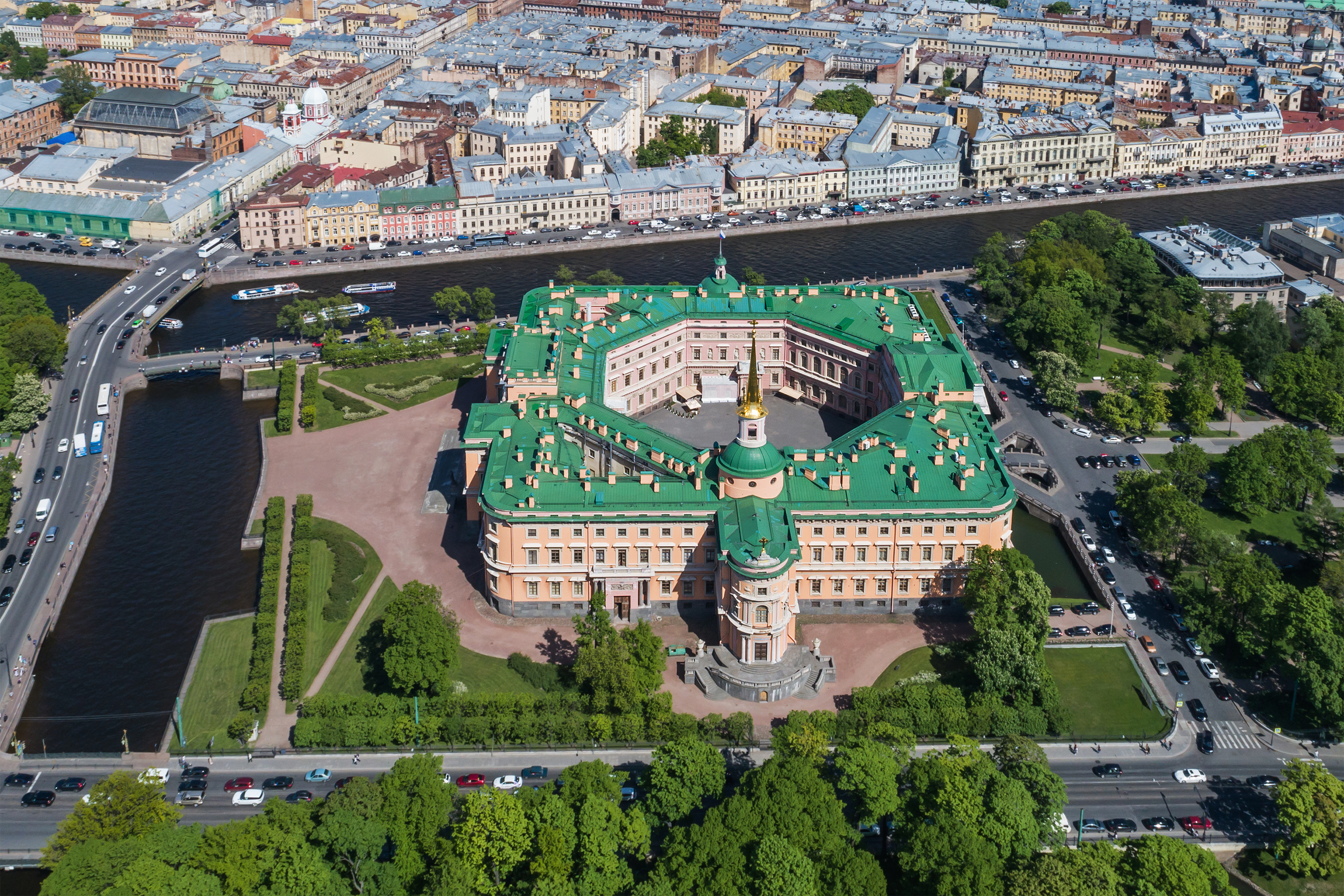
1801: Michaelsburg

- 1801: Zar Paul wird bei einem nächtlichen Attentat von adligen Offizieren in seinem Schlafzimmer in der Michaelsburg in Sankt Petersburg umgebracht. Das Schloss ist als Hochsicherheitsgebäude für die Herrscherfamilie konzipiert. Nachfolger als Zar wird Pauls Sohn Alexander, der vermutlich in das Mordkomplott eingeweiht gewesen ist.

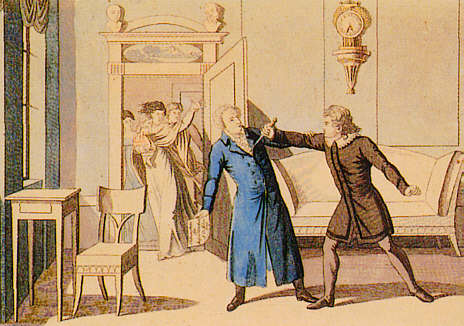
1819: Ermordung Kotzebues

- 1819: Der Burschenschafter Karl Ludwig Sand tötet in Mannheim den Autor und russischen Generalkonsul August von Kotzebue, weil er ihn als Feind der Einheit Deutschlands ansieht. Das dient Monate später als Anlass für die Karlsbader Beschlüsse zur Bekämpfung liberaler und nationaler Ideen in Deutschland.
- 1821: In der von Aufständischen eroberten peloponnesischen Stadt Kalamata wird die Griechische Revolution angekündigt, die zur Unabhängigkeit vom Osmanischen Reich führen soll.
- 1848: Im Zuge der Märzrevolution erklärt sich Venedig von Österreich unabhängig und ruft die Repubblica di San Marco unter Ministerpräsident Daniele Manin aus, die sich bis zum 23. August 1849 halten kann.
- 1848: In Kiel verbreitet sich auf Grund der Revolutionsereignisse das Gerücht, dass der dänische König in seiner Eigenschaft als Herzog von Schleswig und Holstein handlungsunfähig und „in den Händen des Pöbels“ sei. Mit dieser Sichtweise auf die Revolution, die in Kopenhagen zur Entlassung des bisherigen Kabinetts und Bildung einer liberalen – „eiderdänischen“ – Regierung geführt hat, rechtfertigt man den Bruch mit der Regierung des dänisch-schleswig-holsteinischen Gesamtstaates. Daraufhin wird eine provisorische Regierung gebildet, die am folgenden Tag die beiden Herzogtümer Schleswig und Holstein in den Schleswig-Holsteinischen Krieg gegen Dänemark führt.
- 1849: Truppen von Sardinien-Piemont erleiden im Ersten Italienischen Unabhängigkeitskrieg in der Schlacht von Novara eine Niederlage. Die Österreicher, deren Heer der General Radetzky befehligt, behalten ihre Dominanz in Norditalien und verzögern das Risorgimento.
- 1860: Nahe der Stadt Tétouan erleidet Marokko die entscheidende Niederlage im Krieg gegen Spanien und bittet um Waffenstillstand. Der Friedensschluss erfolgt am 25. April.
- 1862: Im Shenandoah-Feldzug der Konföderierten unter „Stonewall“ Jackson während des Sezessionskrieges kommt es bei Kernstown in der Nähe von Winchester, Virginia, zum ersten Gefecht mit Unionstruppen. Obwohl sie die Schlacht verlieren, können die Konföderierten einen strategischen Erfolg verbuchen, da die Union in der Folge Truppen von anderen Schauplätzen abzieht.
- 1867: Luxemburgkrise: Wilhelm III., König der Niederlande, willigt ein, das unter seiner Regentschaft stehende Großherzogtum Luxemburg an Frankreich zu verkaufen, macht dies jedoch von der Zustimmung des preußischen Ministerpräsidenten Otto von Bismarck abhängig. Da diese nicht erfolgt, kommt der Verkauf nicht zustande.
- 1881: Großbritannien schließt mit der Südafrikanischen Republik einen Friedensvertrag, welcher den Ersten Burenkrieg beendet.

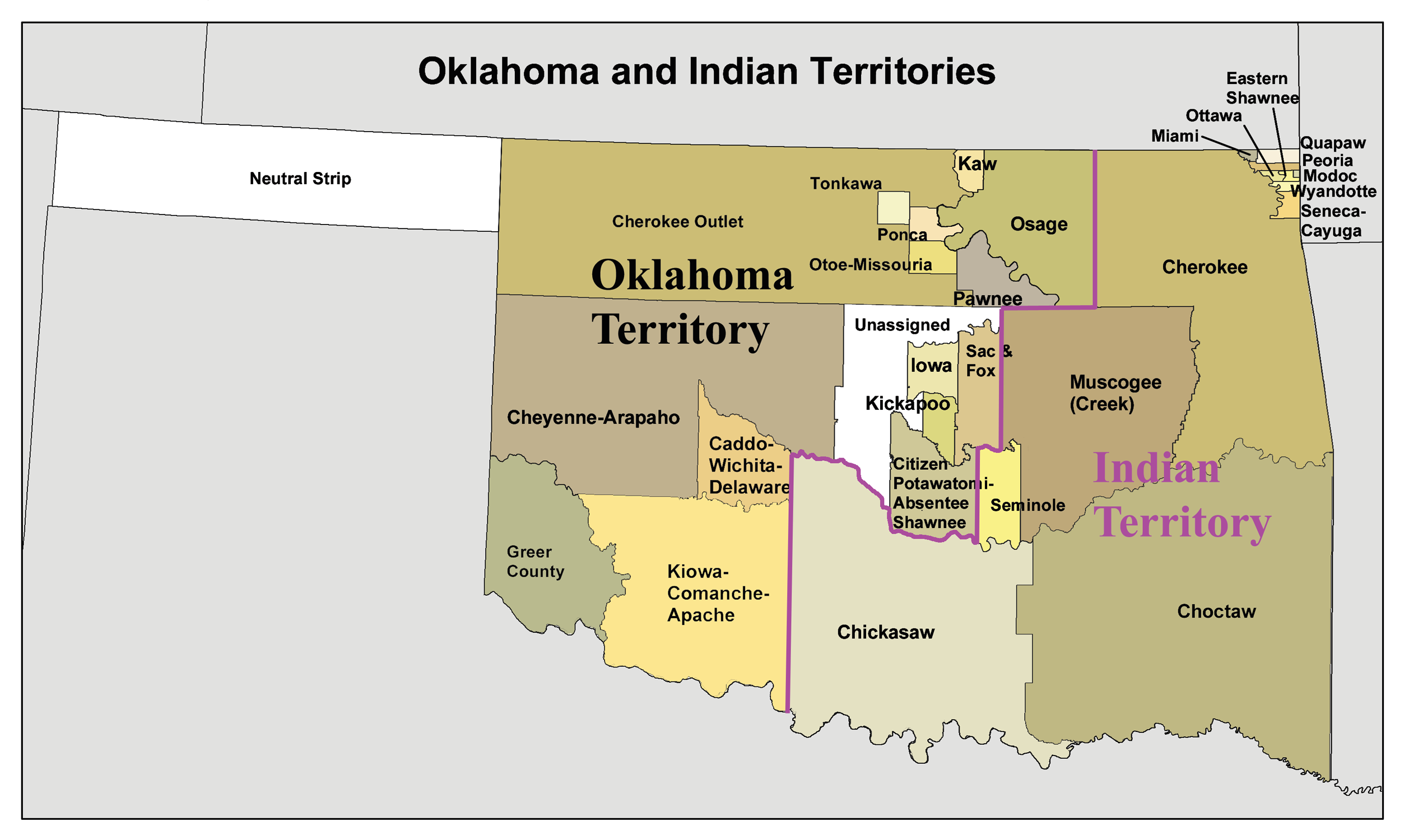
1889: Das Indianerterritorium auf dem Gebiet des heutigen Oklahoma

- 1889: US-Präsident Benjamin Harrison unterzeichnet eine Proklamation, mit der das letzte Indianerterritorium auf dem Gebiet der Vereinigten Staaten in Oklahoma zur Besiedlung für Weiße freigegeben wird. Der darauf basierende Oklahoma Land Run findet am 22. April statt.
- 1914: Die japanische Regierung unter Premierminister Yamamoto Gonnohyōe tritt infolge des Siemens-Skandals zurück.
- 1919: Benito Mussolini schließt verschiedene gegen die Sozialisten gerichtete Kampfgruppen unter der organisatorischen Leitung von Roberto Farinacci zusammen und gründet die Fasci di combattimento, die faschistische Bewegung in Italien.
- 1919: Der letzte Monarch Österreich-Ungarns, Karl I. verlässt mit seiner Familie Österreich und begibt sich ins Exil in der Schweiz. Im Feldkircher Manifest widerruft er vor dem Grenzübertritt seinen Verzicht auf die Ausübung der Regierungsgeschäfte, was alsbald Anlass für das Habsburgergesetz wird.
- 1926: In Irland wird von Éamon de Valera die Fianna-Fáil-Partei gegründet. Sie lehnt den Anglo-Irischen Vertrag ab und ändert diese Haltung erst viele Jahre später.

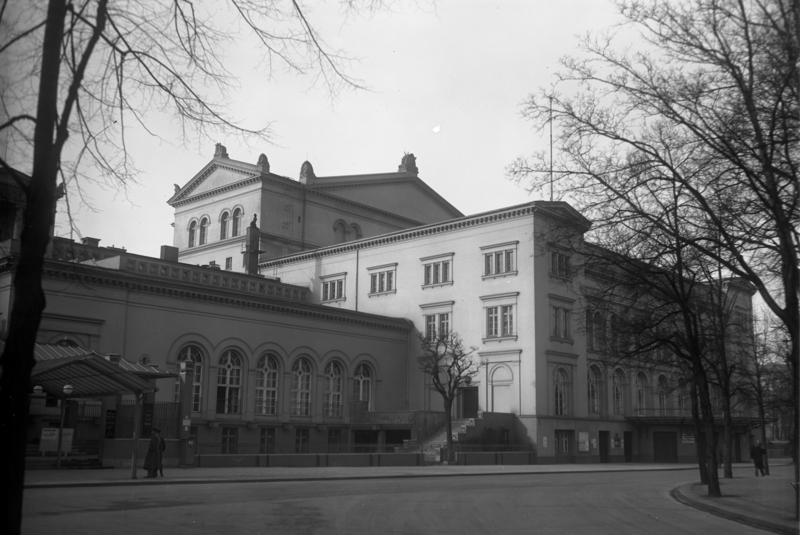
1933: Kroll-Oper

- 1933: Zwei Tage nach dem Tag von Potsdam nimmt der Reichstag in der Krolloper – gegen die Stimmen der SPD unter Otto Wels – das Ermächtigungsgesetz an. Tags darauf wird es verkündet und tritt damit als weiterer Schritt bei der Machtergreifung der Nationalsozialisten in Kraft.

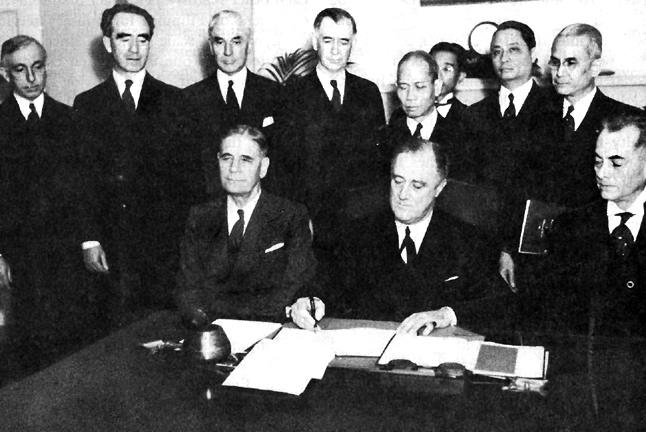
1935: Unterzeichnung der philippinischen Verfassung

- 1935: Die Philippinen, bisher Außengebiet der Vereinigten Staaten, erhalten mit der Unterzeichnung durch den philippinischen Parlamentspräsidenten Manuel Quezon und US-Präsident Franklin D. Roosevelt eine Verfassung mit dem Status eines Commonwealth der Vereinigten Staaten für die Dauer von zehn Jahren. Damit soll ein friedlicher Übergang in die Unabhängigkeit des Landes gewährleistet werden.
- 1937: Republikanische Truppen erringen im Spanischen Bürgerkrieg in der seit 8. März dauernden Schlacht bei Guadalajara ihren letzten größeren Sieg und verhindern damit die Umschließung Madrids. Francisco Franco konzentriert sich in der Folge auf den Krieg im Norden.
- 1939: Ungarische Verbände greifen von Osten her den neu gegründeten Slowakischen Staat an und eröffnen damit den bis zum 31. März dauernden Slowakisch-Ungarischen Krieg.
- 1940: Die All India Muslim League unter Leitung von Ali Jinnah verabschiedet in Lahore, Britisch-Indien, die Lahore-Resolution. In ihr wird auf Grundlage der Zwei-Nationen-Theorie ein eigener Staat für die indischen Muslime gefordert. Bis zur Gründung Pakistans vergehen danach noch sieben Jahre.
- 1944: Beim Attentat in der Via Rasella in Rom sterben 33 deutsche Soldaten. Als Vergeltungsmaßnahme werden tags darauf beim Massaker in den Ardeatinischen Höhlen 335 italienische Zivilisten erschossen.
- 1949: Nach dem Königreich Ägypten schließt auch der Libanon mit Israel ein Waffenstillstandsabkommen zur Beendigung der Kampfhandlungen im Palästinakrieg.
- 1950: Mit dem Inkrafttreten der Gründungskonvention entsteht die Weltorganisation für Meteorologie, die in der Folge eine Sonderorganisationen der Vereinten Nationen wird.
- 1956: Mit der Verkündung der neuen Verfassung wird Pakistan die erste islamische Republik. Iskander Mirza wird vorläufiger Präsident.
- 1964: In Genf tritt die von der Generalversammlung der Vereinten Nationen einberufene erste Welthandelskonferenz zusammen, aus der noch im Dezember als feste Einrichtung die UNCTAD hervorgeht.
- 1966: Der Bundesparteitag der CDU wählt zwei Tage nach dem Rücktritt Konrad Adenauers Ludwig Erhard zum neuen Parteivorsitzenden.
- 1972: In Hobart, der Hauptstadt Tasmaniens, wird von Protestierenden gegen Staudämme im Lake Pedder die United Tasmania Group gegründet, die erste „Grüne Partei“ der Welt. Ihr erster Präsident wird Richard Jones.
- 1982: Der guatemaltekische Präsident Fernando Romeo Lucas García wird durch einen Militärputsch unter der Führung von Efraín Ríos Montt gestürzt. Damit beginnt eine der blutigsten Phasen im Guatemaltekischen Bürgerkrieg.
- 1983: Der Präsident der Vereinigten Staaten Ronald Reagan ordnet im Kalten Krieg eine Initiative zur Abwehr von Interkontinentalraketen an, die Strategic Defense Initiative (SDI).
- 1987: Willy Brandt tritt als Bundesvorsitzender der SPD zurück, nachdem an seiner Nominierung von Margarita Mathiopoulos als Kandidatin für das Amt der Parteisprecherin harsche parteiinterne Kritik geäußert worden ist.
- 1994: Der zur Wahl als Staatspräsident Mexikos kandidierende Luis Donaldo Colosio wird bei einem Wahlkampfauftritt in Tijuana von einem Attentäter getötet.
- 1994: Die letzten deutschen Bundeswehrsoldaten der UN-Operation UNOSOM II verlassen Somalia.
- 1996: Bei der ersten Direktwahl des Präsidenten der Republik China wird auf Taiwan Amtsinhaber Lee Teng-hui mit 54 Prozent der Wählerstimmen bestätigt.
- 2003: In zwei Referenden stimmen beinahe 90 Prozent der slowenischen Wähler für einen Beitritt zur EU, gut 60 Prozent für einen Beitritt zur NATO.
- 2009: Der Nationalkongress zur Verteidigung des Volkes unterzeichnet ein Friedensabkommen mit der Regierung der Demokratischen Republik Kongo und wird zur legalen politischen Partei.

### Wirtschaft

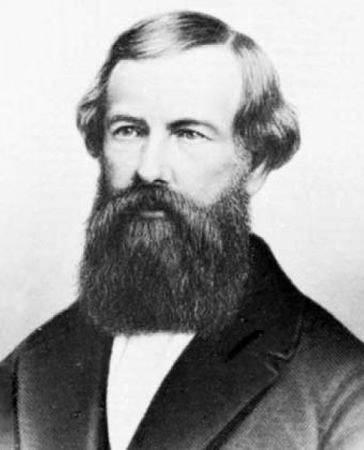
1857: Elisha Graves Otis

- 1857: Elisha Graves Otis stellt im Kaufhaus Haughwout Store in New York City den weltweit ersten Personenaufzug mit Absturzsicherung fertig.
- 1869: Carl Graebe und Carl Liebermann melden ein Patent zur Herstellung von Alizarin an. Die Entwicklung der technischen Synthese für das als Farbmittel verwendete Erzeugnis führt in der Folge zum Erliegen des Anbaus von Färberkrapp.
- 1889: Auf Anregung von Sir Joseph Bazalgette nimmt die kostenlose Woolwich-Fähre unter der Aufsicht des Metropolitan Board of Works ihren Betrieb über die Themse in London auf.
- 1909: In Bissingen/Enz gründen Wilhelm Maybach und Ferdinand von Zeppelin die Luftfahrzeug-Motorenbau GmbH, später Maybach-Motorenbau GmbH und eine Vorläuferin der heutigen MTU Friedrichshafen GmbH.
- 2007: Die Spielkonsole PlayStation 3 kommt in Europa auf den Markt.

### Wissenschaft und Technik
- 1779: Der britische Astronom Edward Pigott sieht als erster Mensch die Blackeye-Galaxie im Sternbild Haar der Berenike.
- 1806: Nach dem Überwintern an der Mündung des Columbia River tritt die US-amerikanische Lewis-und-Clark-Expedition den nach St. Louis führenden Heimweg an.
- 1868: Der vertragliche Zusammenschluss zweier kalifornischer Colleges führt zur Gründung der University of California.
- 1895: William Ramsay isoliert erstmals das chemische Element und Edelgas Helium aus dem Uranmineral Cleveit.

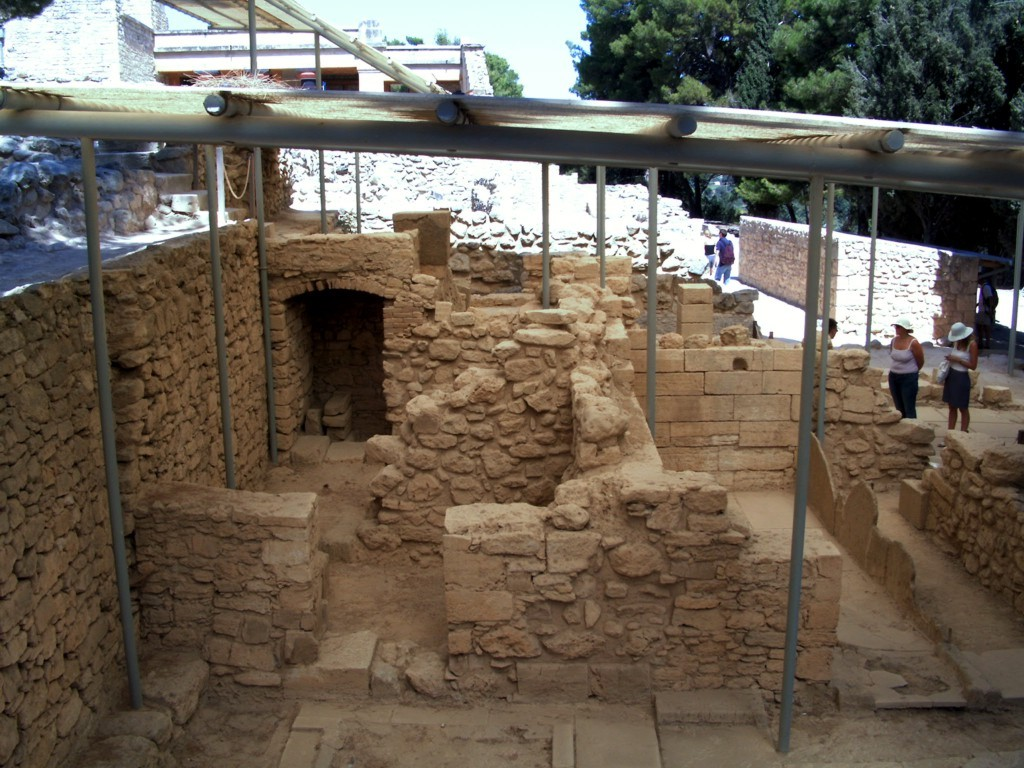
1900: Ausgrabungen in Knossos

- 1900: Der britische Archäologe Arthur Evans beginnt mit der Ausgrabung der minoischen Stadt Knossos, eine Tätigkeit, die über 14 Jahre in Anspruch nehmen wird.

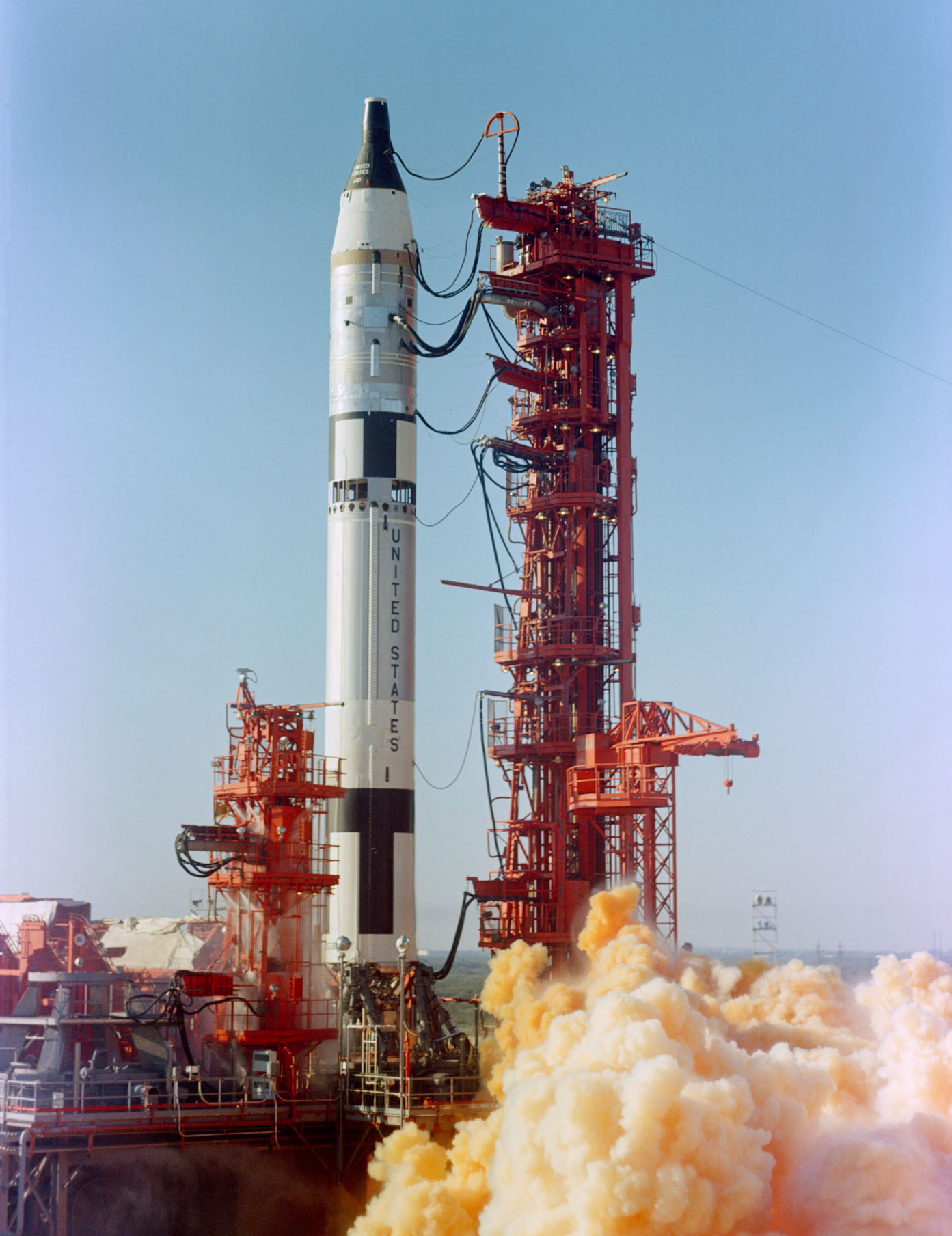
1965: Gemini 3 – Liftoff

- 1965: Gemini 3, die erste bemannte Mission im Rahmen des US-amerikanischen Gemini-Programms, verläuft erfolgreich mit den Astronauten Gus Grissom und John Watts Young. Der Wettlauf ins All gegen die Sowjetunion geht weiter.
- 2001: Nach über 15 Jahren in der Erdumlaufbahn wird die Raumstation Mir gezielt zum Absturz gebracht und verglüht über dem Pazifik.

### Kultur

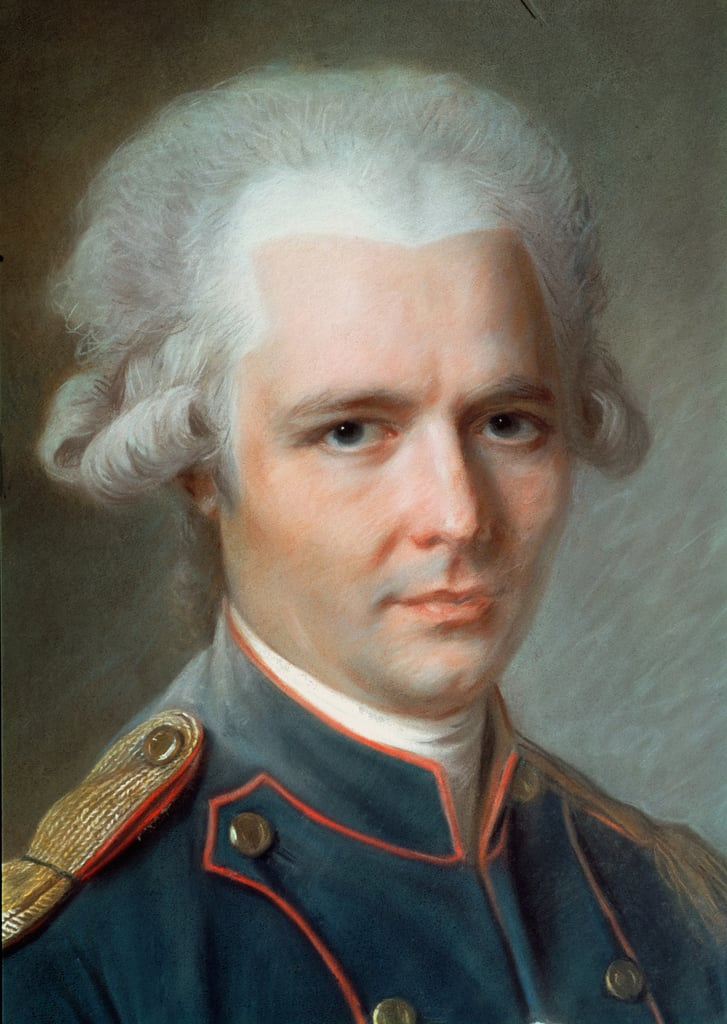
1782: Choderlos de Laclos

- 1782: In Frankreich erscheint die Erstausgabe des von Pierre-Ambroise-François Choderlos de Laclos verfassten Briefromans Les Liaisons dangereuses (Gefährliche Liebschaften). Nach vier Wochen sind die gedruckten 2.000 Exemplare ausverkauft.
- 1783: Wolfgang Amadeus Mozart gibt im Wiener Burgtheater in Gegenwart von Kaiser Joseph II. ein großes Akademie-Konzert, bei dem mehrere seiner Werke uraufgeführt werden, darunter die Haffner-Sinfonie und das 13. Klavierkonzert.
- 1878: Am Theater an der Wien in Wien wird die Operette Das verwunschene Schloss von Carl Millöcker uraufgeführt.
- 1927: Ehm Welks Stück Gewitter über Gottland wird an der Volksbühne Berlin uraufgeführt. Das von Erwin Piscator inszenierte revolutionäre Stück erregt einen Skandal und wird trotz Publikumserfolgs schnell abgesetzt.
- 1998: Bei der Oscarverleihung wird James Camerons 14-fach nominierter Film Titanic mit Leonardo DiCaprio und Kate Winslet in den Hauptrollen mit elf Academy Awards ausgezeichnet, unter anderem für den Besten Film. Damit ist er einer der bisher erfolgreichsten Filme.

### Gesellschaft
- 1839: Erstmals wird der Gebrauch von O.K. als Abkürzung für oll korrect in der Zeitung Boston Morning Post dokumentiert.

### Religion
- 1126: Heinrich Zdik tritt nach dem Tod von Johannes II. das Amt des Bischofs von Olmütz an.

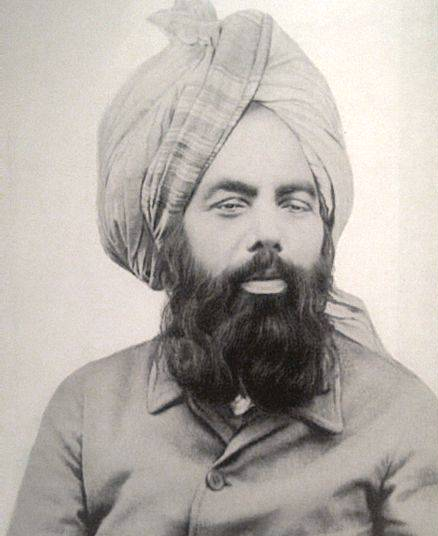
1889: Mirza Ghulam Ahmad

- 1889: Mirza Ghulam Ahmad gründet in der indischen Stadt Qadian die Glaubensgemeinschaft der Ahmadiyya als Reformbewegung innerhalb des Islam.
- 2013: In Castel Gandolfo treffen mit Franziskus und Benedikt XVI. erstmals in der Neuzeit ein amtierender und ein emeritierter Papst zusammen.

### Katastrophen
- 1911: Der australische Passagierdampfer Yongala geht vor Townsville bei einem Zyklon unter. Alle 122 Menschen an Bord kommen bei einer der größten Schiffskatastrophen Australiens ums Leben.

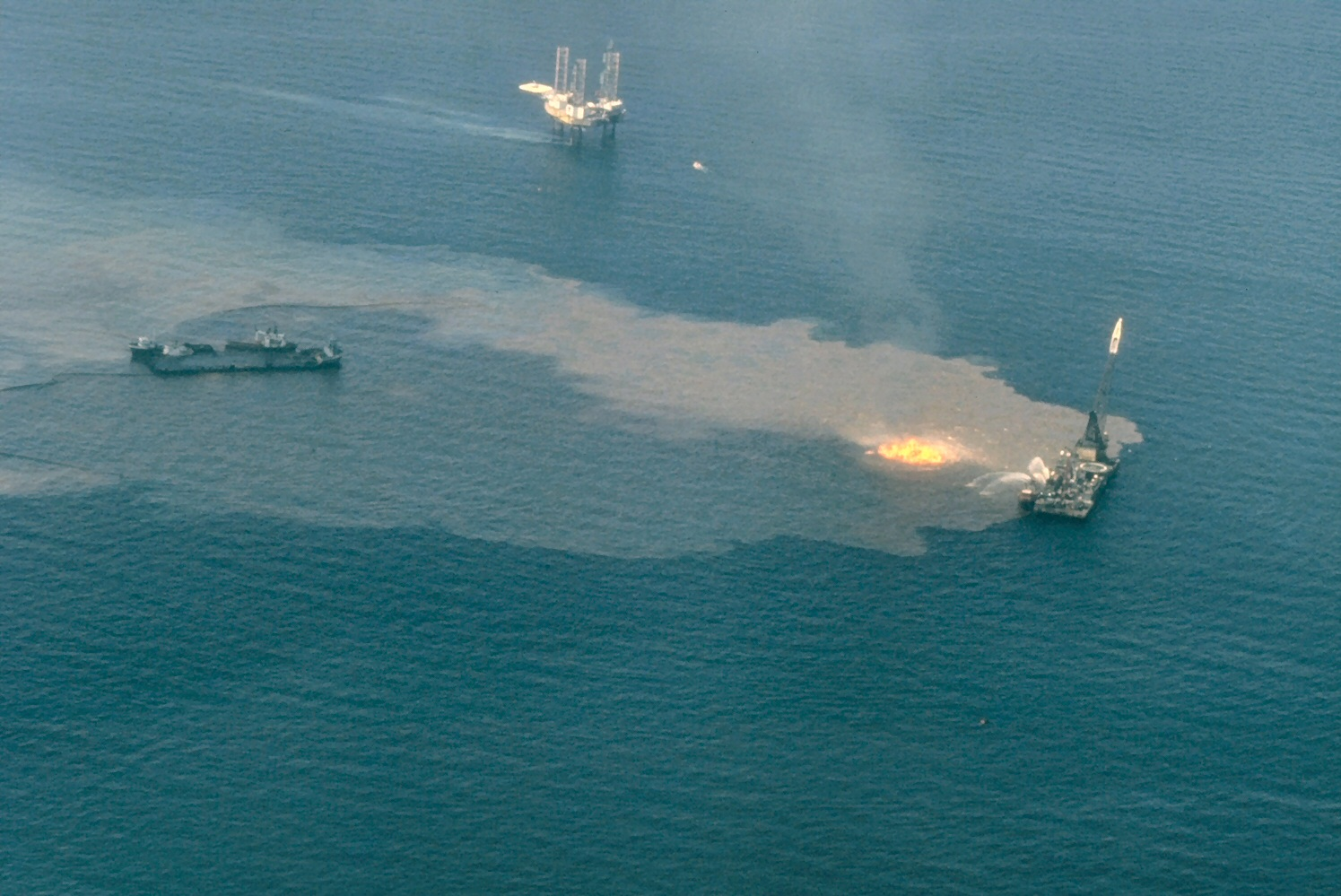
1980: Der Unfall der Ixtoc I

- 1980: Das Bohrloch der am 3. Juni 1979 explodierten Ölplattform an der Explorationsbohrung Ixtoc I des mexikanischen Mineralölkonzerns PEMEX kann geschlossen werden. Bis dahin sind täglich rund 100.000 bis 300.000 Barrel Rohöl ins Meer geflossen und haben eine der größten Ölverschmutzungen verursacht.
- 1994: Beim Absturz von Aeroflot-Flug 593 von Moskau nach Hong Kong kommen alle 75 Personen an Bord ums Leben. Die Aufzeichnungen des Stimmenrecorders ergeben, dass beim Absturz der 15-jährige Sohn des Piloten am Steuer gesessen hat.

Kleinere Unglücksfälle sind in den Unterartikeln von Katastrophe und in der Liste von Katastrophen aufgeführt.

### Sport
- 1919: In der ehemaligen Salzburger Bierhalle im oberösterreichischen Steyr wird der Steyrer Fußballklub Vorwärts gegründet.
- 1994: Wayne Gretzky erzielt im Spiel der  Los Angeles Kings gegen die Vancouver Canucks sein 802. Tor in der  NHL und löst damit Gordie Howe als Rekordtorjäger der NHL ab.
- 2003: Australien gewinnt den achten Cricket World Cup in Südafrika, Kenia und Simbabwe, indem sie im Finale Indien mit 125 Runs besiegt.

Einträge von Leichtathletik-Weltrekorden befinden sich unter der jeweiligen Disziplin unter Leichtathletik.

## Geboren

### Vor dem 18. Jahrhundert
- 0603: K’inich Janaab Pakal I., Herrscher der Maya-Stadt Palenque
- 1395: Johann Jakob, Markgraf von Montferrat

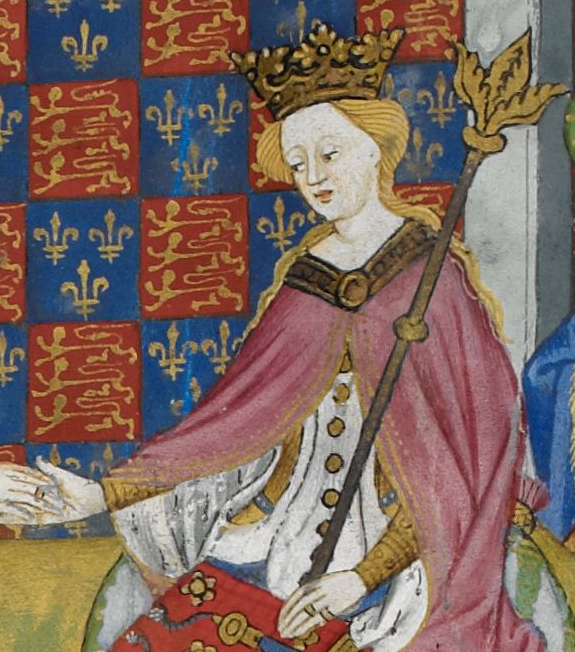
Margarete von Anjou (* 1430)

- 1430: Margarete von Anjou, Königin von England
- 1438: Ludwig II., Markgraf von Saluzzo
- 1514: Lorenzino de’ Medici, italienischer Schriftsteller
- 1526: Joachim vom Berge, deutscher Diplomat und Staatsmann
- 1562: Kilian Stisser, deutscher Jurist, Rat und Kanzler des Erzstiftes Magdeburg
- 1599: Thomas Selle, deutscher Barockkomponist
- 1609: Johann Heinrich Schönfeld, deutscher Barockmaler
- 1624: Gabriel Baumann, deutscher Unternehmer und Hammerherr
- 1638: Frederik Ruysch, niederländischer Anatom und Botaniker
- 1643: María de León Bello y Delgado, französische Dominikanerin und Mystikerin
- 1699: John Bartram, US-amerikanischer Botaniker

### 18. Jahrhundert

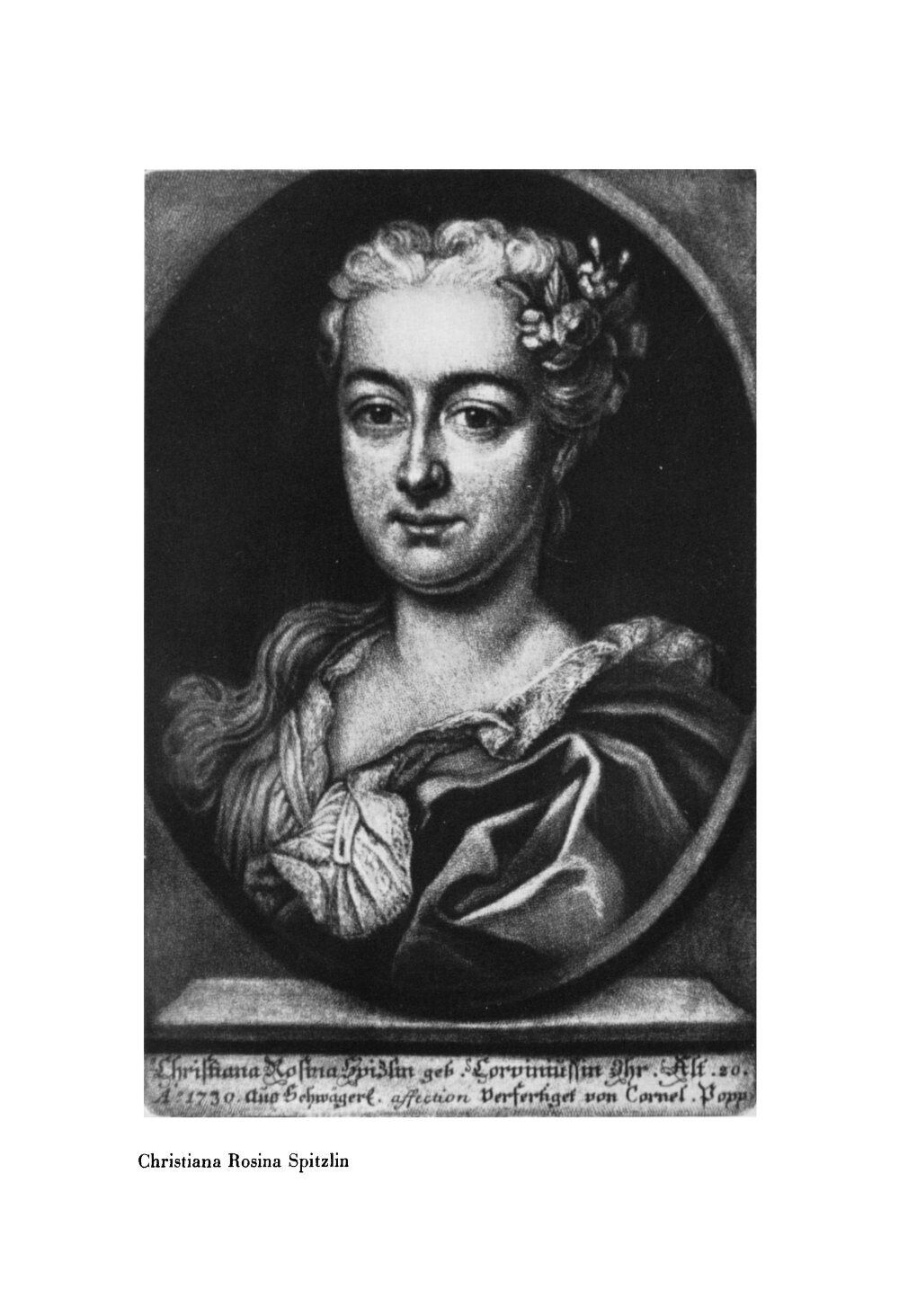
Christiane Rosina Spitzel (* 1710)

- 1701: Carl August von Rex, kurfürstlich-sächsischer Kabinettsminister, Konferenzminister, Wirklicher Geheimer Rat, Kanzler und Rittergutsbesitzer
- 1703: Johann Georg Üblhör, deutscher Stuckateur und Bildhauer
- 1703: Cajsa Warg, schwedische Kochbuchautorin
- 1706: Anna Maria Barbara Abesch, Schweizer Malerin
- 1709: Hans Ulrich Grubenmann, Schweizer Zimmermann und Baumeister
- 1710: Christiane Rosine Spitzel, deutsche Kupferstecherin, Dichterin sowie Schriftstellerin
- 1712: Christoph Friedrich Geiger, deutscher Jurist und Hochschullehrer
- 1714: Burchard Alexander von Merveldt, Domherr in Münster und kurkölnischer Kämmerer
- 1715: Seneca Inggersen, nordfriesisch-niederländischer Kaufmann und Gutsherr
- 1719: Alexandre-César d’Anterroches, französischer Geistlicher
- 1719: Anna Catharina Bischoff, Basler Pfarrersfrau, bekannt als „Dame/Mumie aus der Barfüsserkirche“
- 1723: Agathon Guynement de Keralio, französischer Offizier, Prinzenerzieher und Inspektor
- 1723: Gabriel Christoph Benjamin Mosche, deutscher Theologe
- 1725: Henri Masers de Latude, Franzose, bekannt durch mehrfache Flucht aus der Bastille und dem Donjon von Vincennes
- 1726: François Denis Tronchet, französischer Jurist
- 1727: Martin Bachofen, Schweizer Seidenband-Fabrikant und -Händler, Kunstsammler und Bauherr
- 1728: Jean Chappe d’Auteroche, französischer Astronom
- 1732: Marie Adélaïde de Bourbon, Prinzessin von Frankreich und Navarra
- 1737: Traugott Leberecht Schwabe, deutscher Hofadvokat, Regierungsrat und Bürgermeister
- 1738: Peter Texier, Diplomat deutscher Herkunft in niederländischen und dänischen Diensten
- 1738: Johann Heinrich Ziegler, Schweizer Chemiker, Arzt, Unternehmer, Übersetzer und Prediger
- 1740: Bonavita Blank, deutscher Naturforscher und Fossiliensammler
- 1741: Ludwig Moritz von Lucadou, preußischer Generalmajor
- 1741: Andrea Lucchesi, italienischer Organist und Komponist
- 1741: Christian August von Wangenheim, deutscher Militär und Hofbeamter
- 1744: Esdras Heinrich Mutzenbecher, deutscher Theologe und Generalsuperintendent
- 1746: Nehemiah Knight, US-amerikanischer Politiker, Mitglied des Repräsentantenhauses
- 1747: Friedrich August Ludwig von Burgsdorff, deutscher Botaniker, Forstwissenschaftler und königlich-preußischer Oberforstmeister
- 1749: Pierre-Simon Laplace, französischer Mathematiker, Physiker und Astronom
- 1749: Friedrich Lintz, deutscher Jurist, Hochschullehrer und Bürgermeister
- 1750: Georg Ludwig Breuning, württembergischer Oberamtmann
- 1750: Johannes Matthias Sperger, österreichischer Komponist

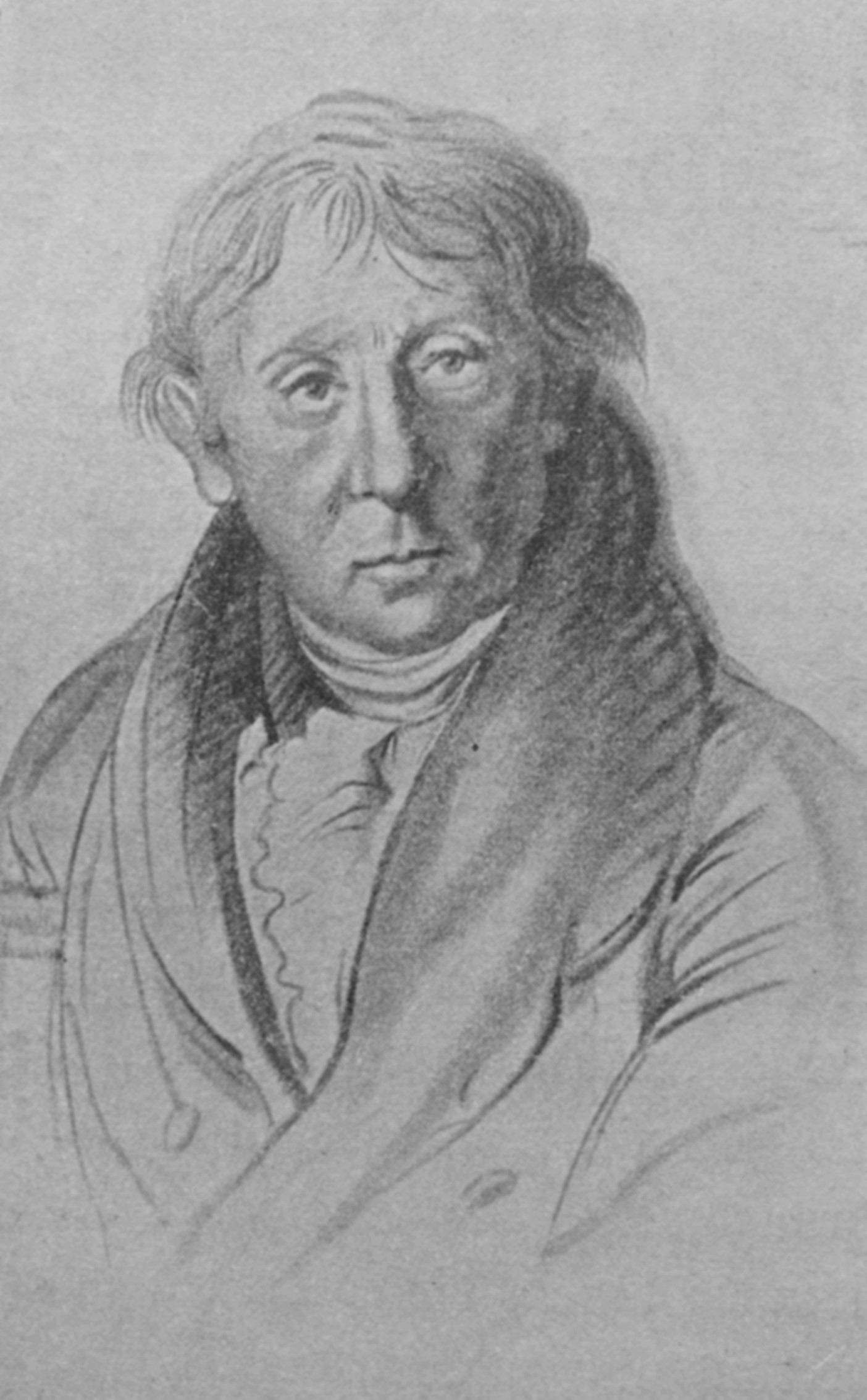
Friedrich Wilhelm von Reden (* 1752)

- 1752: Friedrich Wilhelm von Reden, deutscher Berghauptmann
- 1754: Philipp Heinrich Krämer, deutscher Großhändler, Betreiber eines Eisenhüttenwerks und Unternehmer
- 1754: August von der Schulenburg, mecklenburg-strelitzischer Kammerherr und Legationsrat
- 1754: Georg von Vega, slowenischer Mathematiker
- 1755: Samuel Hitchcock, US-amerikanischer Jurist und Politiker, Attorney General von Vermont
- 1757: Louis-Léonard Antoine de Colli-Ricci, französischer General
- 1760: Johann Ludwig Alexander Herrenschneider, deutscher Meteorologe und Mathematiker
- 1761: Jan Willem de Winter, niederländischer Admiral und Marschall
- 1763: Fjodor Wassiljewitsch Rostoptschin, russischer General und Minister
- 1764: Pankraz Germann, Schweizer Kammersekretär und Regierungsrat
- 1764: Otto Ernst Oppermann, deutscher Arzt und Tierpräparator
- 1764: Friedrich Schmidt von Werneuchen, preußischer Geistlicher und Verfasser ländlich-naiver Gedichte
- 1765: Antoine Claire Thibaudeau, französischer Politiker und Historiker
- 1766: Pierre Antoine Poiteau, französischer Botaniker
- 1766: Joachim von Schwarzkopf, deutscher Jurist, Historiker und Diplomat
- 1768: Philipp Heinrich Walther, hessischer Landwirt und Politiker
- 1769: Augustin-Daniel Belliard, französischer General
- 1769: William Smith, britischer Ingenieur und Geologe
- 1772: Georg Heinrich Gündell, deutscher Geistlicher und Heimatforscher
- 1772: Ludwig Schellenberg, deutscher Buchhändler, Buchdrucker und Verleger
- 1773: Paul Ludwig Le Coq, preußischer Beamter
- 1775: Gottlieb Bertrand, deutscher Autor
- 1775: Gottfried Wilhelm Völcker, deutscher Blumenmaler und Direktor der Königlichen Porzellan-Manufaktur in Berlin
- 1776: Vicente Salias, venezolanischer Revolutionär, Journalist und Schriftsteller
- 1776: Heinrich von Zurmühlen, deutscher Landwirt, Amtmann und Abgeordneter
- 1777: Leopold Bleibtreu, deutscher Bergwerks- und Fabrikbesitzer
- 1777: Claire de Duras, französische Schriftstellerin und Salonnière
- 1777: Karl Ludwig von Ficquelmont, österreichischer General und Staatsmann, Minister, Ministerpräsident
- 1778: Paul Traugott Meißner, österreichischer Chemiker und Erfinder
- 1779: Ernst Friedrich Wilhelm Bödeker, deutscher Pädagoge, Dichter und Schriftsteller
- 1780: Amalie von Gölnitz, deutsche Vögtin
- 1781: Albert von Schultze, deutscher Forstbeamter
- 1782: William Czar Bradley, US-amerikanischer Politiker
- 1783: Alois Buchner, deutscher Theologe
- 1783: Franz Hocheder, deutscher Klassischer Philologe, Schriftsteller und Gymnasialdirektor
- 1784: August von Lerchenfeld, bayerischer Kavallerieoffizier
- 1785: Gottlieb Heise, deutscher Orgelbauer
- 1786: Alexei Petrowitsch Juschnewski, russischer General-Intendant, Staatsrat und Dekabrist
- 1788: Johann Heinrich Dierbach, deutscher Botaniker, Mediziner und Pharmazeut
- 1788: Theodor Schwedes, deutscher Politiker
- 1789: Carl Ludwig Paulmann, deutscher Theaterschauspieler und Opernsänger
- 1791: Friedrich Fleischmann, deutscher Maler, Grafiker und Kupferstecher
- 1791: Richard Platt Herrick, US-amerikanischer Politiker
- 1791: Wilhelm Joseph Imhoff, deutscher Bildhauer
- 1791: Florenz Friedrich Sigismund, deutscher Jurist und Dichter
- 1792: Johannes Amsinck, deutscher Kaufmann, Unternehmer und Mäzen
- 1793: Edmond Davall der Jüngere, Schweizer Förster
- 1793: Johann Baptist Jenger, österreichischer Beamter und Musiker
- 1793: Gottlieb Lang, deutscher Verwaltungsjurist
- 1794: Albrecht von Alvensleben, preußischer Finanzminister
- 1794: Émile Herbillon, französischer General
- 1795: Victoriano Castellanos Cortés, honduranischer Unternehmer und Politiker, Staatspräsident
- 1795: Bernt Michael Holmboe, norwegischer Mathematiker und Didaktiker
- 1795: Leopold Jansa, tschechisch-österreichischer Violinist, Komponist und Pädagoge
- 1796: Olof Immanuel Fåhræus, schwedischer Politiker und Entomologe
- 1796: Laurent Imbert, französischer römisch-katholischer Missionar und Bischof
- 1797: Ernest Edgcumbe, 3. Earl of Mount Edgcumbe, britischer Peer, Höfling und Politiker
- 1799: Joshua Baker, US-amerikanischer Jurist und Politiker, Gouverneur von Louisiana
- 1799: Karl Beckmann, deutscher Landschafts- und Architekturmaler
- 1799: Jacob Meyer, Schweizer Geograph, Naturforscher und Lehrer

### 19. Jahrhundert

#### 1801–1850

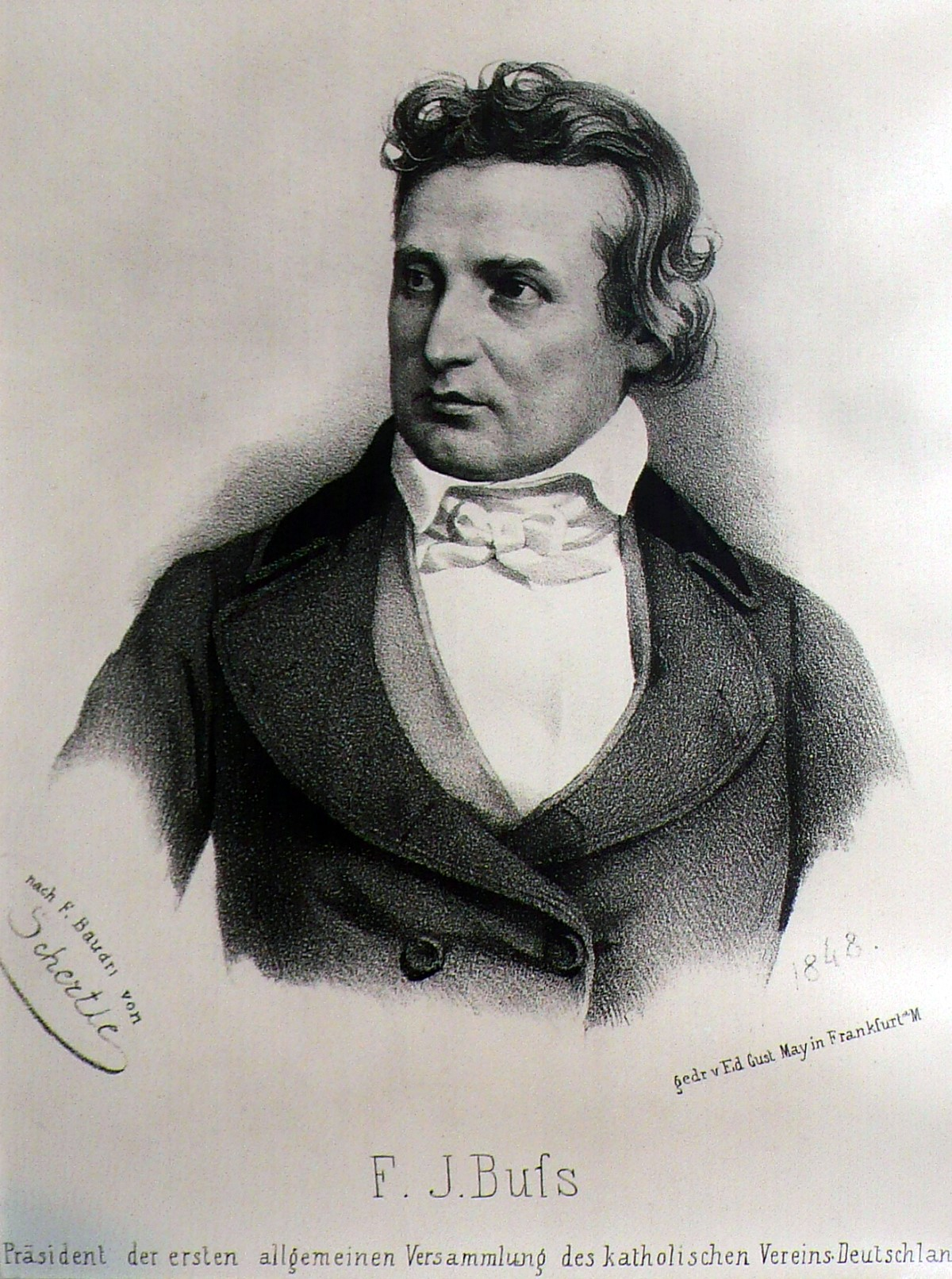
Franz Joseph von Buß (* 1803)

- 1803: Franz Joseph von Buß, deutscher Jurist, Staatsrechtler, katholischer Politiker und großherzoglich badischer Hofrat
- 1806: Hermann Ulrici, deutscher Philosoph
- 1809: Charlotte von Hagn, deutsche Schauspielerin
- 1811: Wilhelm Taubert, deutscher Komponist
- 1818: Balthasar Elischer, ungarischer Sammler von Goethe-Reliquien
- 1820: Arthur Seherr-Thoß, preußischer und ungarischer Offizier und Politiker
- 1820: Wilhelmine von Montléart, britisch-österreichische Adelige und Stifterin
- 1822: Justus Wilhelm Lyra, deutscher Pastor und Lieddichter
- 1823: Charles Chalumeau, Schweizer Lehrer und Politiker
- 1823: Josef Chmelíček, tschechischer Pater und Theologe, Organist und Komponist
- 1823: Schuyler Colfax, US-amerikanischer Politiker
- 1825: Theodor Bilharz, deutscher Mediziner und Naturwissenschaftler
- 1825: Franz von Roggenbach, deutscher Politiker, Außenminister, MdR
- 1826: Léon Minkus, österreichischer Ballettkomponist
- 1829: Norman Robert Pogson, britischer Astronom

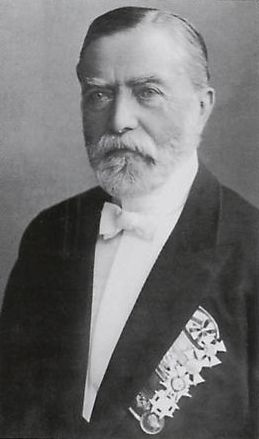
Wilhelm Sauer (* 1831)

- 1831: Wilhelm Sauer, deutscher Orgelbauer
- 1833: Carl Westphal, deutscher Psychiater und Neurologe
- 1834: Julius Reubke, deutscher Komponist
- 1835: Nicolaus von Prittwitz, russischer Offizier
- 1835: Manuel Tapia, chilenischer Maler und Photograph
- 1836: Constantin Uhde, deutscher Architekt und Dozent
- 1838ː Marie Adam-Doerrer, deutsch-schweizerische Frauenrechtlerin
- 1838: Wilhelm Pailler, österreichischer Theologe und Volkskundler
- 1839: Julius von Hann, österreichischer Physiker und Meteorologe, Begründer der modernen Meteorologie
- 1840: Toni Petersen, deutsche Kunstförderin
- 1842: Friedrich Amelung, baltischer Industrieller, Schachspieler und Publizist
- 1842: Susan Cunningham, US-amerikanische Mathematikerin
- 1844: Eugène Gigout, französischer Organist und Komponist
- 1847: Karl Heinisch, deutscher Maler

#### 1851–1900

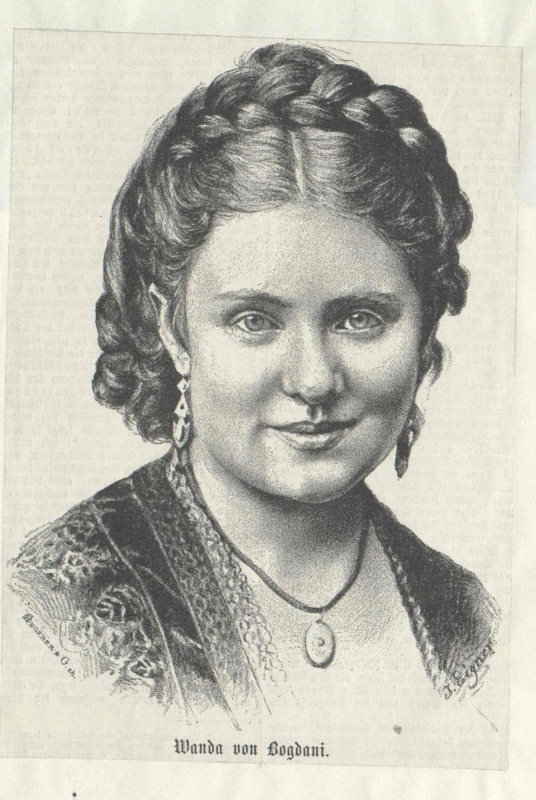
Wanda von Bogdani (* 1851)

- 1851: Wanda von Bogdani, polnische Opernsängerin (Sopran) und Gesangspädagogin
- 1854: Alfred Milner, 1. Viscount Milner, britischer Politiker, Hoher Kommissar für Südafrika und Gouverneur der Kapkolonie
- 1854: Otto Taschenberg, deutscher Naturwissenschaftler und Professor
- 1855: Amy Sherwin, australische Opernsängerin (Sopran)
- 1856: Ferdinand Lachner, tschechischer Geiger und Musikpädagoge
- 1858: Adolph Hoffmann, deutscher Politiker, MdR

Ludwig Quidde (* 1858)

- 1858: Ludwig Quidde, deutscher Historiker, Publizist, Pazifist und Politiker, Nobelpreisträger
- 1859: John Syz, Schweizer Unternehmer, Verbandsfunktionär und Politiker
- 1864: Hjalmar Borgstrøm, norwegischer Komponist
- 1864: Louis Glass, dänischer Komponist
- 1865: Louis Levin, deutscher Jurist jüdischer Herkunft, Präsident des Oberlandesgerichts Braunschweig
- 1865: Josef Schwab, deutscher Journalist und Verleger, früher Anhänger des Nationalsozialismus und Ideengeber Adolf Hitlers
- 1866: Peter Berchem, deutscher Pädagoge und Mundartdichter
- 1868: Fiddlin’ John Carson, US-amerikanischer Old-Time-Musiker
- 1868: Dietrich Eckart, deutscher Publizist
- 1868: Papken I., armenischer Bischof
- 1869: Kurt Floericke, deutscher Naturwissenschaftler und Naturfreund

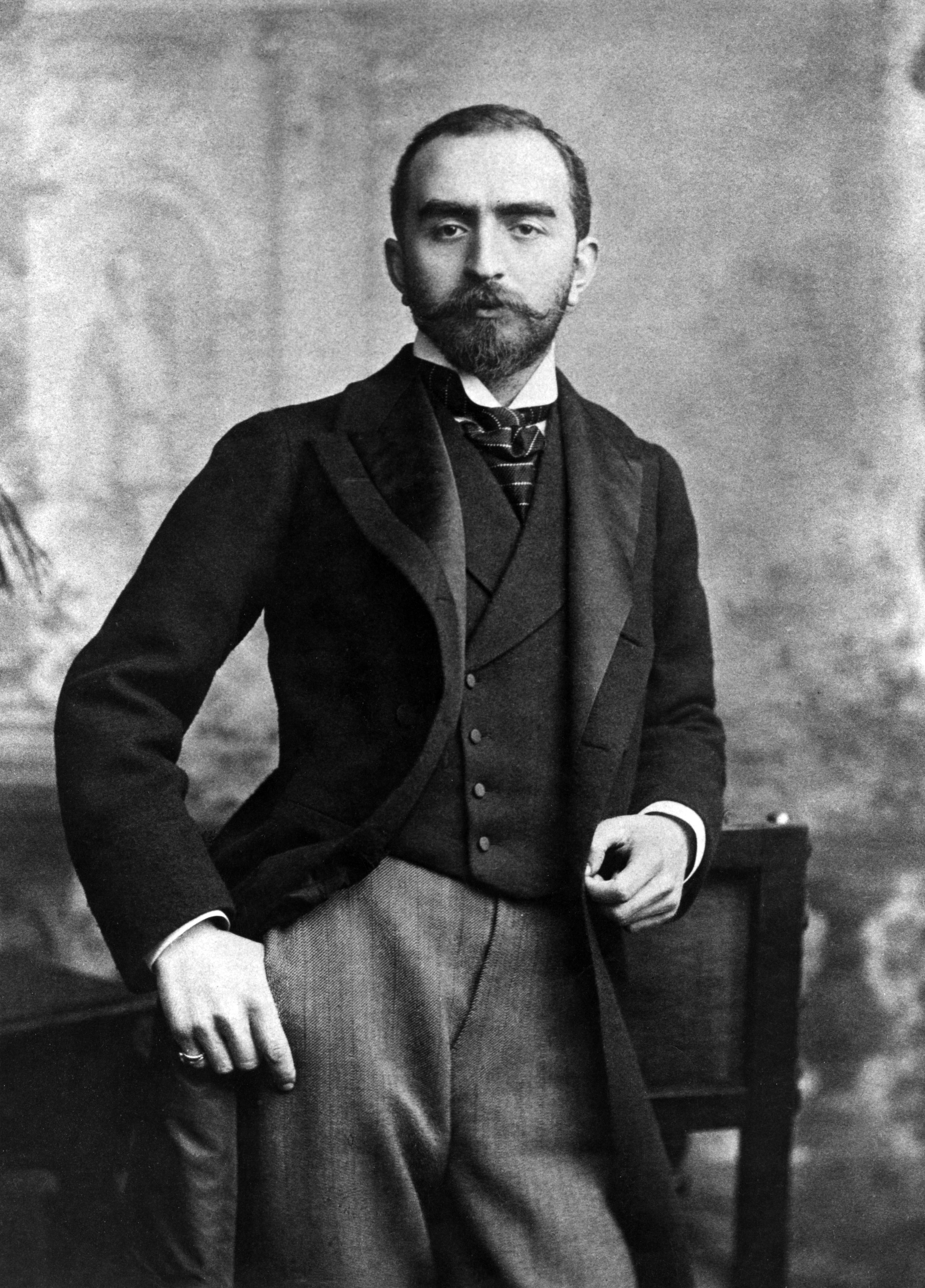
Calouste Gulbenkian (* 1869)

- 1869: Calouste Gulbenkian, armenisch-britischer Ölhändler
- 1870: Henri Carré, französischer Tierarzt, Entdecker des Staupevirus
- 1870: Georg Fürst, deutscher Komponist, bayerischer Militärmusiker
- 1873: Elli Hirsch, deutsche Malerin, Grafikerin und Designerin, Opfer der Shoa
- 1873: Hata Sahachirō, japanischer Wissenschaftler und Bakteriologe
- 1874: Marie Baum, deutsche Sozialpolitikerin, Wegbereiterin der sozialen Arbeit
- 1874: Charles Cresson, US-amerikanischer Tennisspieler
- 1874: Grantley Goulding, britischer Leichtathlet, Olympiamedaillengewinner
- 1976ː Amalie Rudolph, deutsche Politikerin (SPD)
- 1876: Karl Seidenstücker, deutscher Buddhist, Autor und Übersetzer
- 1878: Franz Schreker, österreichischer Komponist
- 1881: Roger Martin du Gard, französischer Schriftsteller, Nobelpreisträger
- 1881: Egon Petri, niederländischer Pianist
- 1881: Hermann Staudinger, deutscher Chemiker, Nobelpreisträger
- 1882: Walter Friedrich August Arnold, deutscher Politiker

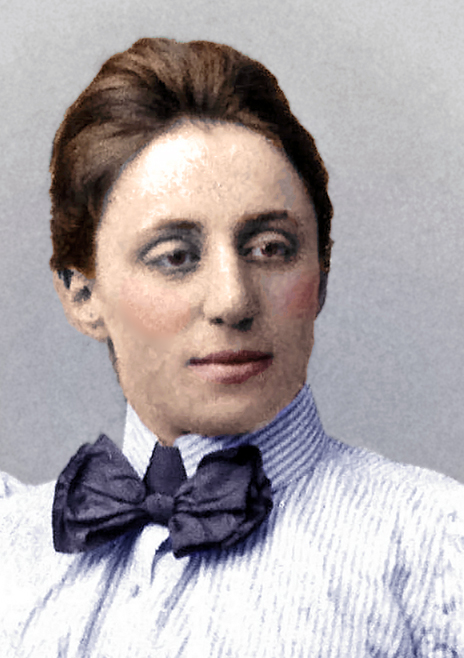
Emmy Noether (* 1882)

- 1882: Emmy Noether, deutsche Mathematikerin
- 1883: Basilio Khouri, syrischer Erzbischof
- 1883: Rudolf Nilius, österreichischer Dirigent und Komponist
- 1884: Adele Elkan, deutsche Schriftstellerin, Holocaustopfer
- 1884: Else von Hollander-Lossow, deutsche Übersetzerin und Erzählerin
- 1884: Robert Thelen, deutscher Ingenieur, Pilot und Luftfahrtpionier
- 1885: Platt Adams, US-amerikanischer Leichtathlet, Olympiasieger
- 1886: Emil Fey, österreichischer Politiker
- 1887: Josef Čapek, tschechischer Maler, Zeichner und Illustrator
- 1887: Juan Gris, spanisch-französischer Maler des Kubismus
- 1887: Rudolf Kinau, deutscher Schriftsteller
- 1887: Anthony van Hoboken, niederländischer Musikwissenschaftler
- 1888: Hans Thirring, österreichischer Physiker
- 1890: Augustus Bertelli, britischer Unternehmer und Autorennfahrer
- 1890: Adolf Julius Merkl, österreichischer Staats- und Verwaltungsrechtler
- 1890: Eugène Ryter, Schweizer Gewichtheber
- 1890: Andrej Stojanov, bulgarischer Komponist, Pianist und Musikpädagoge
- 1891: Heinrich Wiepking-Jürgensmann, deutscher Landschaftsarchitekt und Hochschullehrer
- 1892: Walter Krüger, deutscher General der Panzertruppe

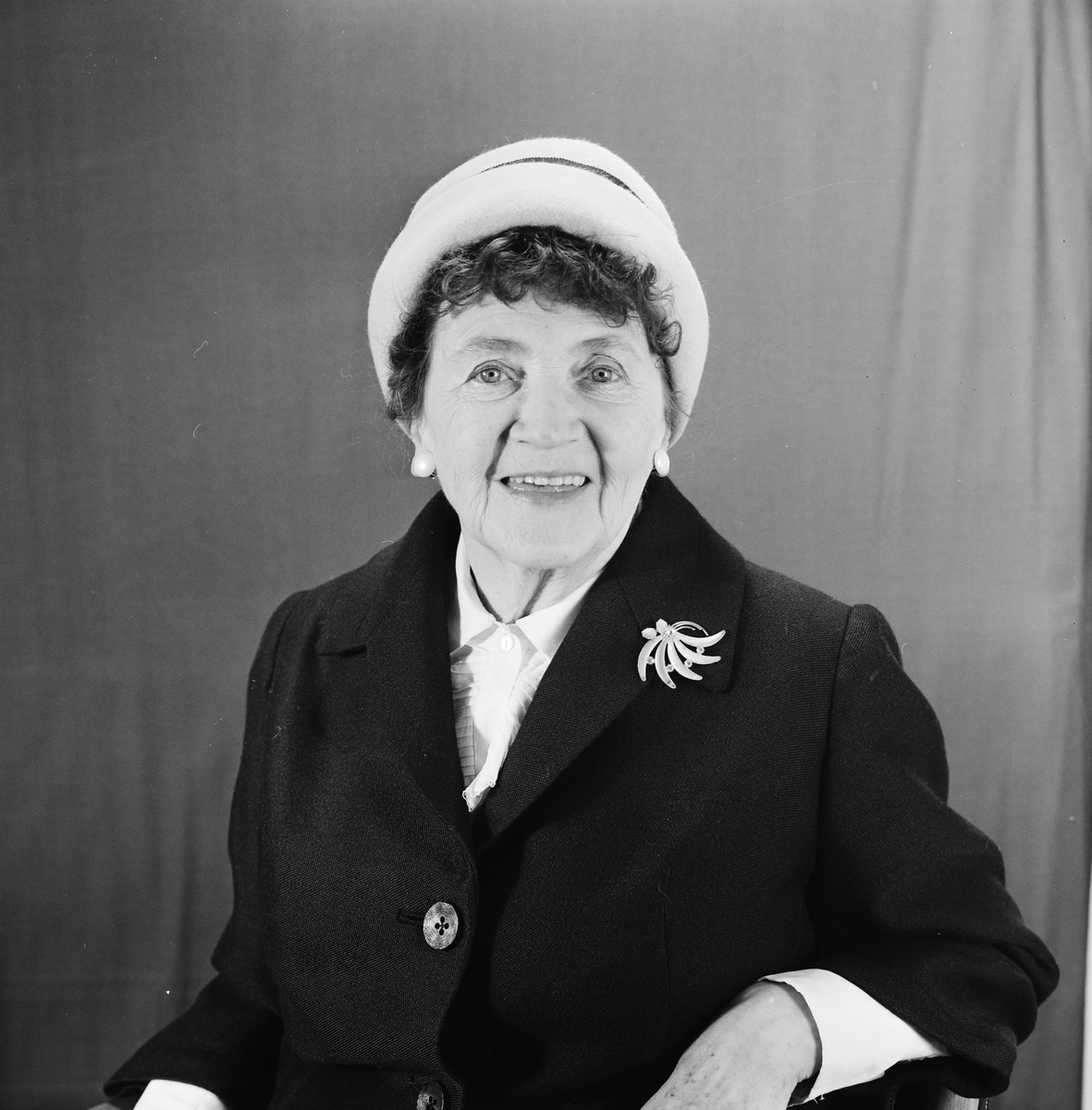
Gisken Wildenvey (* 1892)

- 1892: Gisken Wildenvey, norwegische Schriftstellerin
- 1893: Andreas von Aulock, deutscher Offizier, Festungskommandant von Saint-Malo
- 1893: Victor Desautels, kanadischer Sänger und Impresario
- 1893: Cedric Gibbons, US-amerikanischer Artdirector, Entwerfer der Oscarskulptur
- 1893: Agustí Grau i Huguet, katalanischer Komponist und Musikkritiker
- 1893: Oskar Nerlinger, deutscher Maler und Grafiker
- 1893: Franz von Vecsey, ungarischer Geiger und Komponist
- 1895: Edna Mayo, US-amerikanische Filmschauspielerin
- 1895: Dane Rudhyar, US-amerikanischer Komponist, Maler und Astrologe französischer Herkunft
- 1897: Béla Hamvas, ungarischer Schriftsteller
- 1898: Roger Delano, französischer Autorennfahrer
- 1898: Fritz Johlitz, deutscher Politiker, MdR, Funktionär der Deutschen Arbeitsfront (DAF)
- 1899: Louis Adamic, US-amerikanischer Journalist und Schriftsteller
- 1899: Ilse Bing, deutsch-amerikanische Fotografin
- 1899: Dora Gerson, deutsche Schauspielerin und Sängerin, Holocaustopfer
- 1899: Boris Alexandrowitsch Tschagin, russischer Philosoph und Historiker
- 1900: José Antonio Calcaño, venezolanischer Komponist, Musikkritiker und Diplomat
- 1900: Hassan Fathy, ägyptischer Architekt
- 1900: Erich Fromm, deutsch-US-amerikanischer Psychoanalytiker, Philosoph und Sozialpsychologe
- 1900: Cobb Rooney, US-amerikanischer American-Football-Spieler
- 1900: Werner Schütz, deutscher Politiker, Kultusminister von Nordrhein-Westfalen

### 20. Jahrhundert

#### 1901–1925
- 1901: Rudolf Meier, deutscher Politiker
- 1901: Hans Winterberg, tschechisch-deutscher Komponist
- 1902: Josef von Báky, ungarischer Regisseur
- 1902: Jacques Chantrel, französischer Autorennfahrer
- 1902: Traugott Fricker, Schweizer Lehrer, Heimatforscher und Bühnenautor
- 1903: Alejandro Casona, spanischer Schriftsteller

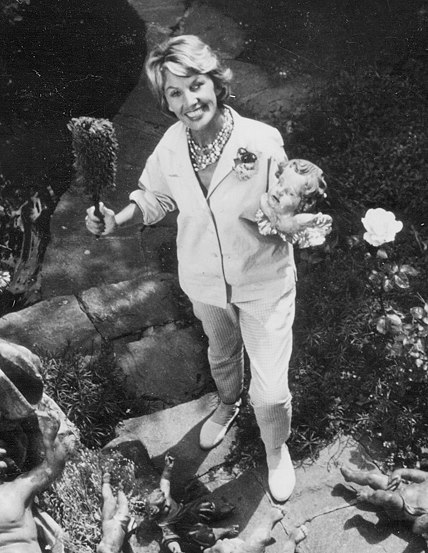
Lale Andersen (* 1905)

- 1905: Lale Andersen, deutsche Sängerin (Lili Marleen) und Schauspielerin
- 1905: Joan Crawford, US-amerikanische Filmschauspielerin
- 1905: Paul Grimault, französischer Zeichentrickfilmer und Regisseur
- 1906: Viktor Afritsch, österreichischer Theater- und Filmschauspieler
- 1906: José Della Torre, argentinischer Fußballspieler und -trainer
- 1906: Walter Eckhardt, deutscher Politiker, MdL, MdB, MdEP
- 1906: Lea Grundig, deutsche Malerin und Grafikerin
- 1907: Daniel Bovet, italienischer Pharmakologe, Nobelpreisträger
- 1907: Bernhard Hanssler, deutscher Priester, Studentenpfarrer und Bildungspolitiker, Mitgründer des Cusanuswerkes
- 1907: Gerhart Münch, deutscher Pianist und Komponist
- 1907: Betty Rosenfeld, Jüdische Krankenschwester und Teilnehmerin am Spanischen Bürgerkrieg, Opfer der Shoah
- 1907: Hassler Whitney, US-amerikanischer Mathematiker
- 1908: Archip Michailowitsch Ljulka, sowjetischer Strahltriebwerkskonstrukteur
- 1909: Hugo Aufderbeck, katholischer Theologe und Bischof in der DDR
- 1909: Waldemar Fritsch, deutscher Bildhauer
- 1910: Jakob Bender, deutscher Fußballspieler
- 1910: Akira Kurosawa, japanischer Regisseur
- 1910: Alfredo Valdés, kubanischer Sänger und Bandleader
- 1912: Leo Amberg, Schweizer Radrennfahrer

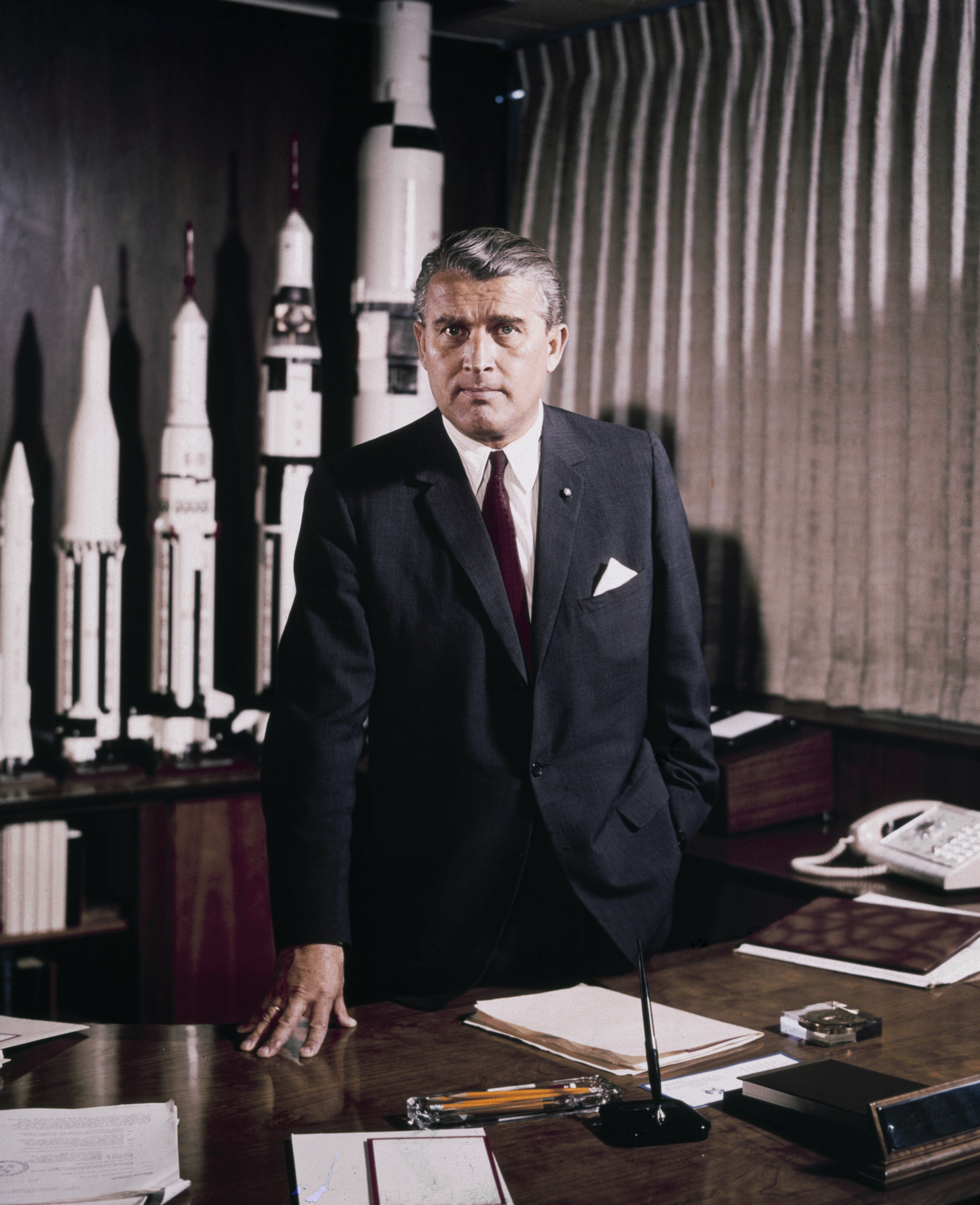
Wernher von Braun (* 1912)

- 1912: Wernher von Braun, deutsch-US-amerikanischer Raketenkonstrukteur und Raumfahrtfunktionär, Wegbereiter der bemannten Raumfahrt
- 1912: Alfred Schwarzmann, deutscher Turner
- 1913: Piero Chiara, italienischer Schriftsteller
- 1913: Heinz Linge, deutscher SS-Offizier, Chef des persönlichen Dienstes und Kammerdiener von Adolf Hitler
- 1914: Václav Bobek, tschechoslowakischer Autorennfahrer
- 1915: Lotte Adolphs, deutsche Pädagogin
- 1915: Wassili Grigorjewitsch Saizew, sowjetischer Scharfschütze im Zweiten Weltkrieg
- 1917: Oscar Shumsky, US-amerikanischer Geiger und Musikpädagoge
- 1917: Hans Trümpy, Schweizer Volkskundler
- 1918: Émile Derlin Henri Zinsou, Präsident von Benin
- 1920: Reg Attwell, englischer Fußballspieler
- 1920: Alfred Böhm, österreichischer Schauspieler
- 1920: Arthur Grundmann, deutscher Politiker, MdB
- 1921: Manfred Berger, deutscher Architekt, Denkmalpfleger und Fachbuchautor
- 1921: Donald Campbell,  britischer Motorboot- und Automobilrennfahrer, Geschwindigkeitsrekordler
- 1921: Heinz Rox-Schulz, deutscher Globetrotter, Abenteurer und Reiseschriftsteller
- 1921: Gert Fritz Unger, deutscher Schriftsteller und Autor von Wildwestromanen
- 1923: Gustavo Giagnoni, italienischer Fußballspieler und -trainer
- 1923: Gunnar Nilsson, schwedischer Boxer
- 1923: Nina Novak, polnisch-venezolanische Primaballerina, Choreografin, Ballettdirektorin und Tanzlehrerin
- 1923: Arnie Weinmeister, kanadischer American-Football-Spieler
- 1924: Friedlinde Cap, deutsche Science-Fiction-Autorin
- 1924: Wolodymyr Flys, ukrainischer Komponist, Musikwissenschaftler und Hochschullehrer
- 1925ː Dora Bruck-Heinz, österreichische Kunsthistorikerin
- 1925: Joachim Illies, deutscher Biologe, Entomologe und Sachbuchautor
- 1925: Karl-Horst Lessing, deutscher Brigadegeneral und Nachrichtendienstler
- 1925: Karl Müller, deutscher Autor
- 1925: Gerhard Schill, deutscher Parteifunktionär, Oberbürgermeister von Dresden

#### 1926–1950
- 1927: Vytautas Astrauskas, litauischer Rheumatologe und Politiker
- 1927: Mato Damjanović, kroatischer Schachgroßmeister
- 1928: Jean E. Sammet, US-amerikanische Informatikerin
- 1928: Karl-Heinz Tuschel, deutscher Science-Fiction-Autor, Lyriker und Kabaretttexter

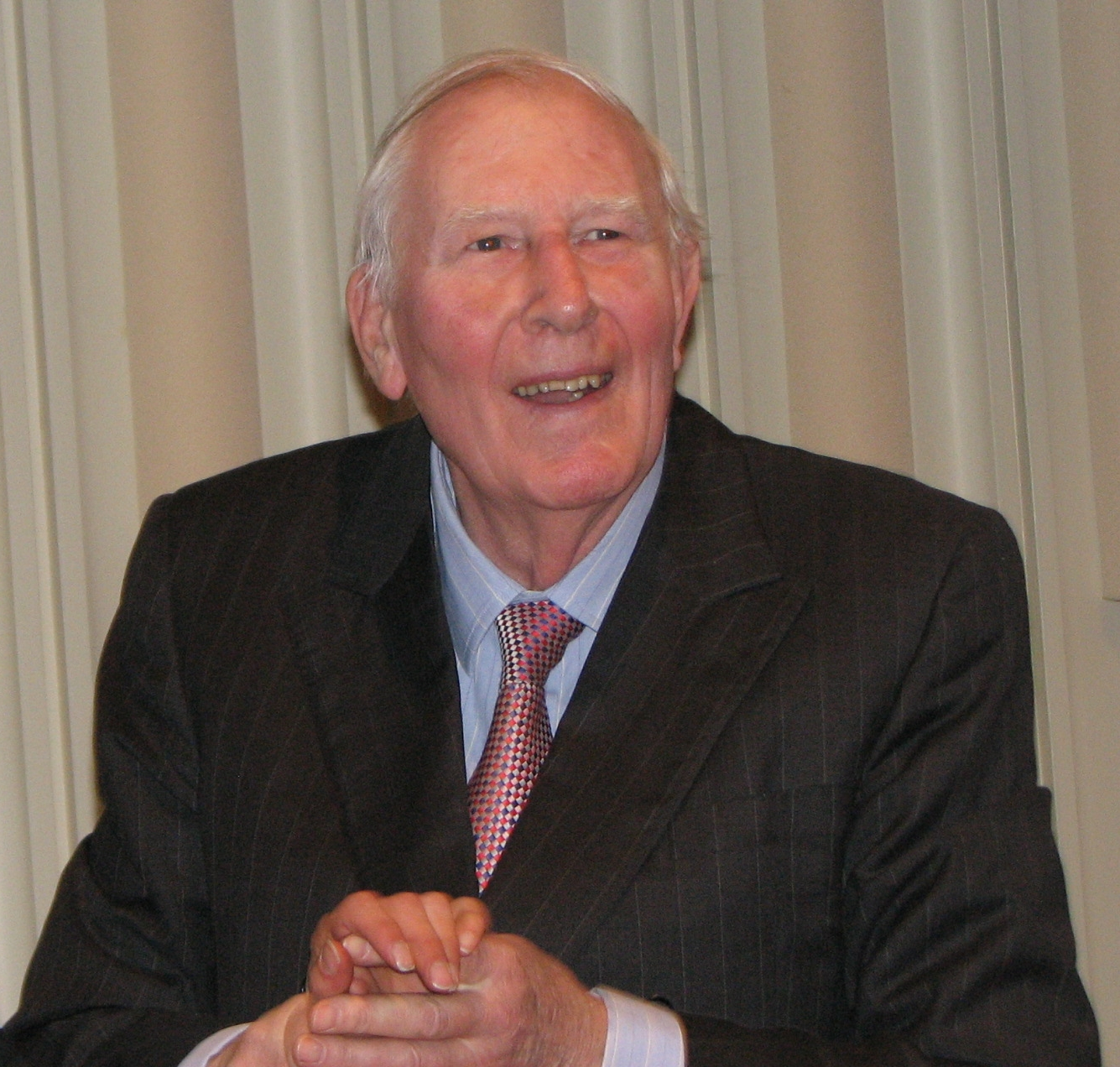
Roger Bannister (* 1929)

- 1929: Roger Bannister, britischer Leichtathlet und Neurologe
- 1929: Frederick Denman, US-amerikanischer Moderner Fünfkämpfer
- 1929: Vera Kistler, US-amerikanische Komponistin, Musikpädagogin und Schriftstellerin
- 1929: James Maxwell, britischer Schauspieler und Drehbuchautor
- 1929: Jürgen von Woyski, deutscher Bildhauer und Maler
- 1930: Gerd Fitz, deutscher Volksschauspieler
- 1930: Brunhilde Hanke, deutsche Politikerin
- 1930: Zygmunt Hübner, polnischer Theaterregisseur
- 1930: Anne-Catherine Martenet, Schweizer Ophthalmologin
- 1931: Jewgeni Romanowitsch Grischin, russischer Eisschnellläufer
- 1931: Viktor Kortschnoi, russisch-schweizerischer Schachspieler
- 1931: Masako Togawa, japanische Schriftstellerin, Sängerin und Schauspielerin
- 1931: Catherine Wirth, deutsche Schriftstellerin
- 1933: Burwell Jones, US-amerikanischer Schwimmer
- 1933: Kurth Lehr, österreichischer Fußballspieler
- 1933: John Taylor, britischer Autorennfahrer
- 1933: Philip Zimbardo, US-amerikanischer Sozialpsychologe
- 1934: Bill Dellinger, US-amerikanischer Langstreckenläufer

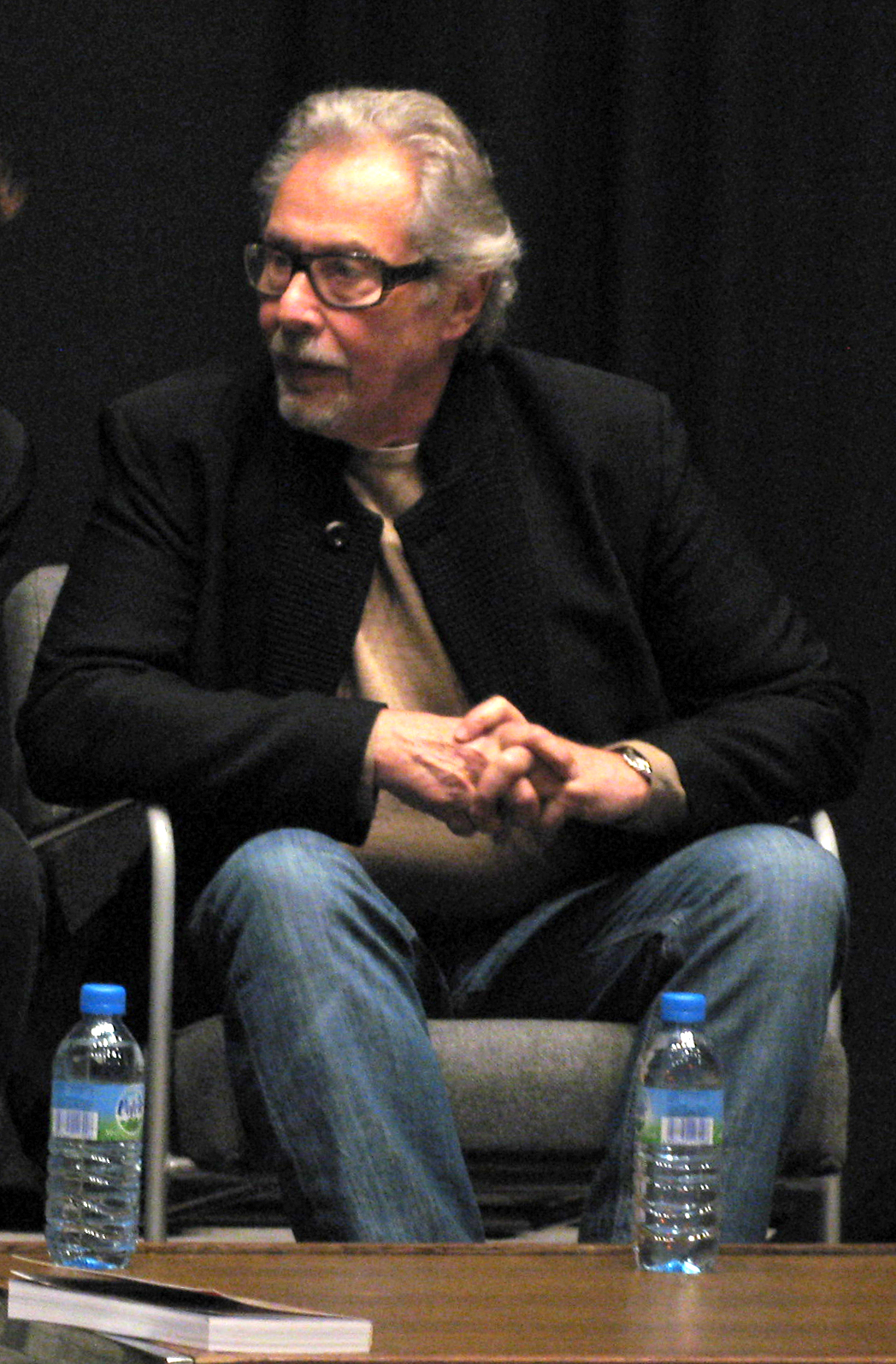
Mark Rydell (* 1934)

- 1934: Mark Rydell, US-amerikanischer Filmregisseur, Produzent und Schauspieler
- 1935: Ernst Finkemeyer, deutscher Jurist und Oberstadtdirektor von Essen
- 1935: Erika Haase, deutsche Pianistin
- 1935: Yvonne Haddad, US-amerikanische Hochschullehrerin
- 1935: Hans Lenk, deutscher Philosoph, Ruderer und Olympiasieger
- 1935: Valentino Ragni, Schweizer Komponist und Pianist
- 1936: Wolfgang Fritz Haug, deutscher Philosoph
- 1937: Ibrahim Abouleish, ägyptischer Chemiker, Unternehmer und Entwicklungshelfer, Träger des Alternativen Nobelpreises
- 1937: Robert Gallo, US-amerikanischer Mikrobiologe
- 1937: Judith D. Sally, US-amerikanische Mathematikerin
- 1938: Silvano Agosti, italienischer Filmeditor und Regisseur
- 1938: Peter Anheuser, deutscher Politiker
- 1938: Bertie Auld, schottischer Fußballspieler
- 1938: Federica de Cesco, Schweizer Schriftstellerin
- 1939: Barbara Gass, deutsche Fotografin, Autorin und Filmschauspielerin
- 1939: Robin Herd, britischer Ingenieur und Rennwagen-Konstrukteur
- 1939: Gerda Lepke, deutsche Malerin und Grafikerin
- 1939: Rosie Reyes, mexikanische Tennisspielerin
- 1939: Boris Iwanowitsch Tischtschenko, russischer Komponist
- 1940: Alan Tudor Blaikley, britischer Popmusik-Autor
- 1940: Renate Geißler, deutsche Schauspielerin
- 1940: Dietrich Mayer, deutscher Jurist

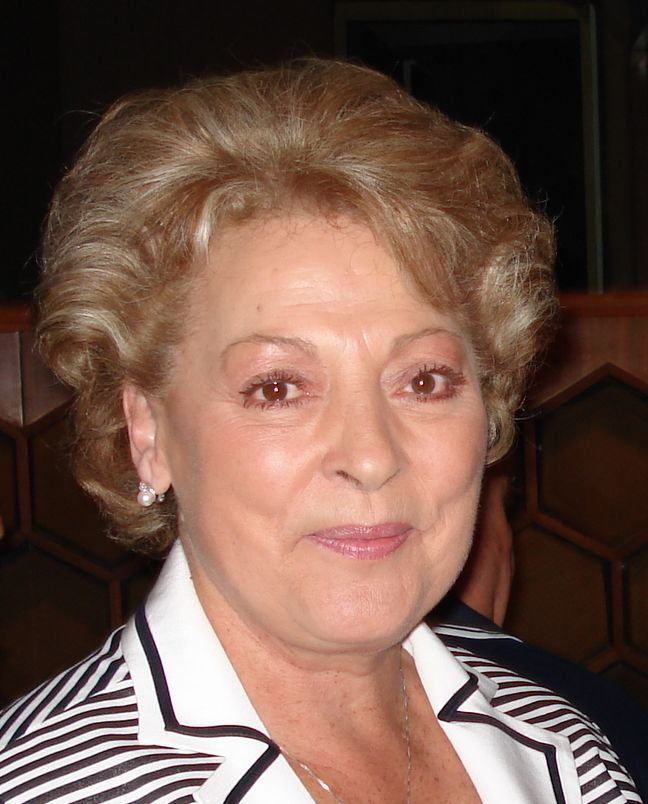
Nelly Olin (* 1941)

- 1941: Nelly Olin, französische Politikerin
- 1942: Ama Ata Aidoo, ghanaische Schriftstellerin und Politikerin

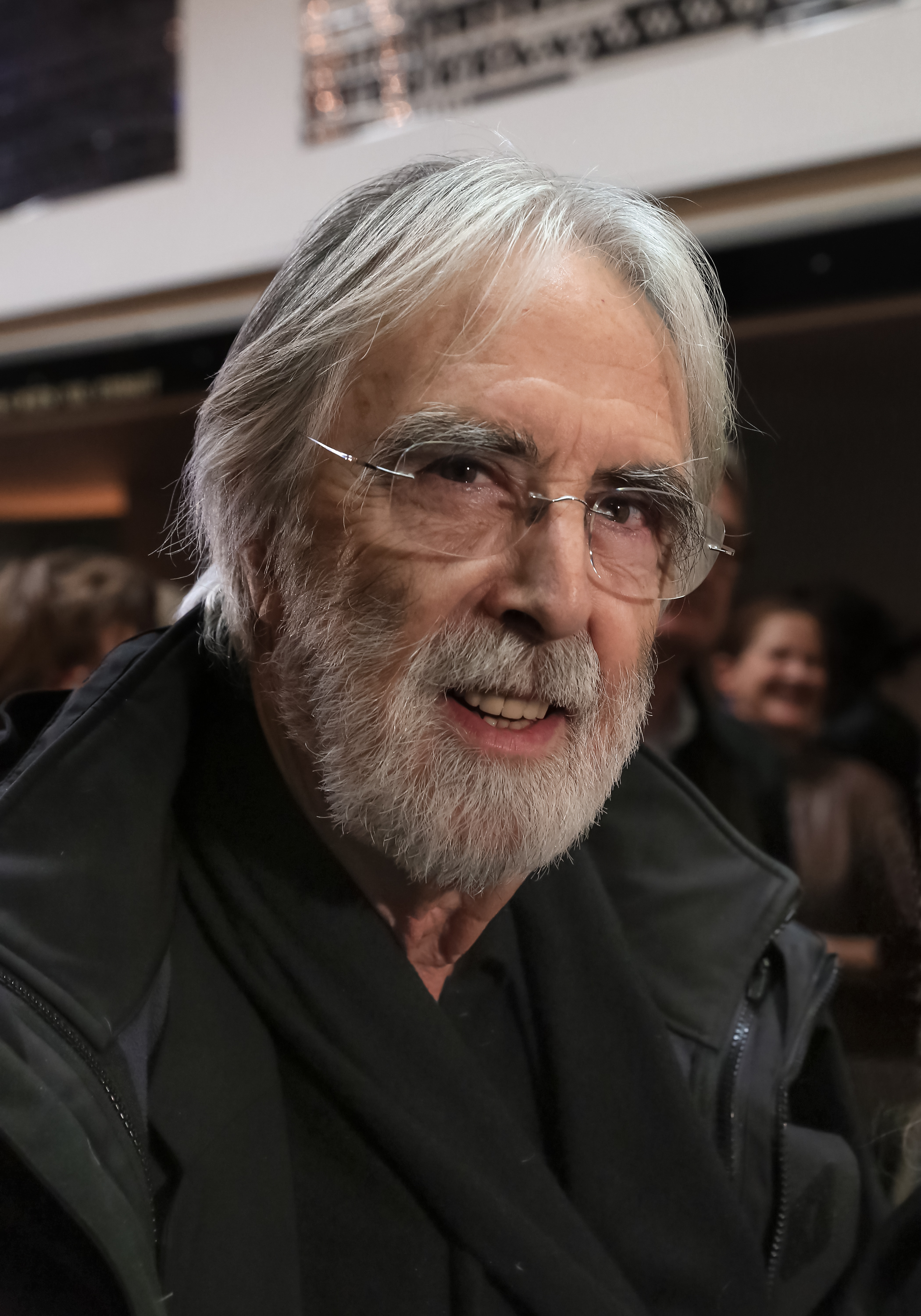
Michael Haneke (* 1942)

- 1942: Michael Haneke, deutsch-österreichischer Filmregisseur und Drehbuchautor
- 1942: Walter Rodney, guyanischer Historiker und Politiker
- 1943: Andreas Abouna, irakischer Weihbischof
- 1943: Detlef Dzembritzki, deutscher Politiker, MdB
- 1943: Benjamin Joses Odoki, ugandischer Vorsitzender Richter am Obersten Gerichtshof
- 1944: Wolfgang Assmann, deutscher Politiker
- 1944: Wilfried Krätzschmar, deutscher Komponist
- 1944: Michael Nyman, britischer Filmmusikkomponist
- 1945: Elke Austenat, deutsche Ärztin und Autorin
- 1945: Christian Bussi, französischer Autorennfahrer
- 1945: Erich Gerer, österreichischer Bildhauer
- 1945: Martin Gillo,  deutsch-US-amerikanischer Sozialpsychologe, Wirtschaftsmanager und Politiker, MdL, Landesminister
- 1945: Otto C. Honegger, Schweizer Journalist
- 1945: Karsten Ocker, deutscher Arzt und Admiral, Inspekteur des Sanitätsdienstes der Bundeswehr
- 1945: Erik De Vlaeminck, belgischer Profi-Radrennfahrer
- 1946: Hella Brumme, deutsche Gartenbauingenieurin und Direktorin des Europa-Rosariums
- 1946: Pepe Lienhard, Schweizer Bandleader, Saxophonist, Flötist und Arrangeur
- 1946: Lee Towers, niederländischer Sänger
- 1947: Christiane Brunner, Schweizer Anwältin, Gewerkschafterin und Politikerin
- 1948: Bracha Ettinger, israelische Künstlerin
- 1948: Peter C. B. Phillips, neuseeländischer Wirtschaftswissenschaftler
- 1949: Thomas Aumüller, deutscher Jurist
- 1949: Trevor Jones,  südafrikanischer Filmkomponist
- 1949: Max Stadler, deutscher Richter und Politiker, MdB
- 1949: Ric Ocasek, US-amerikanischer Musiker (The Cars)
- 1950: J. David Archibald, US-amerikanischer Zoologe
- 1950: Corinne Cléry, französische Schauspielerin
- 1950: Mike Easley, US-amerikanischer Politiker, Gouverneur von North Carolina
- 1950: Ernst von Grünigen, Schweizer Skispringer

#### 1951–1975

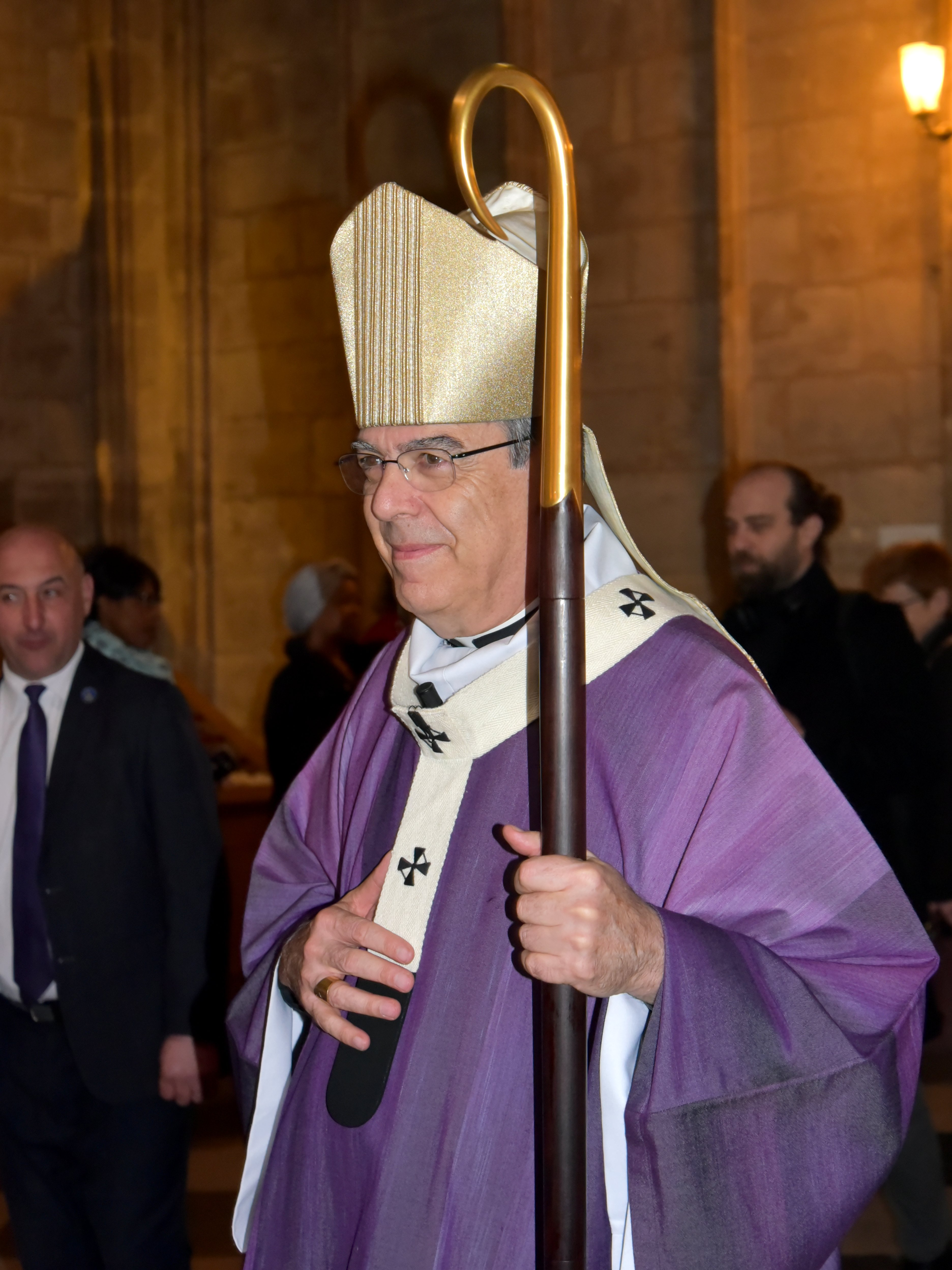
Michel Aupetit (* 1951)

- 1951: Michel Aupetit, französischer Erzbischof
- 1951: Vinci Clodumar, nauruischer Politiker
- 1951: Bernd Landvoigt, deutscher Ruderer und Rudertrainer, Olympiasieger
- 1951: Jörg Landvoigt, deutscher Ruderer und Rudertrainer, Olympiasieger
- 1951: Lee McBee, US-amerikanischer Bluesmusiker
- 1951: Wendy Mogel, US-amerikanische klinische Psychologin
- 1951: María Felicia Pérez, kubanische Chorleiterin und Musikpädagogin
- 1951: Lynne Willingham, US-amerikanische Filmeditorin
- 1952: Margareta Böckh, deutsche Kommunalpolitikerin
- 1952: Francesco Clemente, italienischer Maler
- 1952: Bodo Dieckmann, deutscher Archäologe
- 1952: Jan Hadermann, belgischer Komponist und Professor
- 1952: Pola Kinski, deutsche Schauspielerin
- 1952: Kim Stanley Robinson, US-amerikanischer Science-Fiction-Schriftsteller
- 1952: Rex Tillerson, US-amerikanischer Manager und Politiker
- 1952: Franziska Walser, deutsche Schauspielerin
- 1953: Chaka Khan, US-amerikanische Sängerin

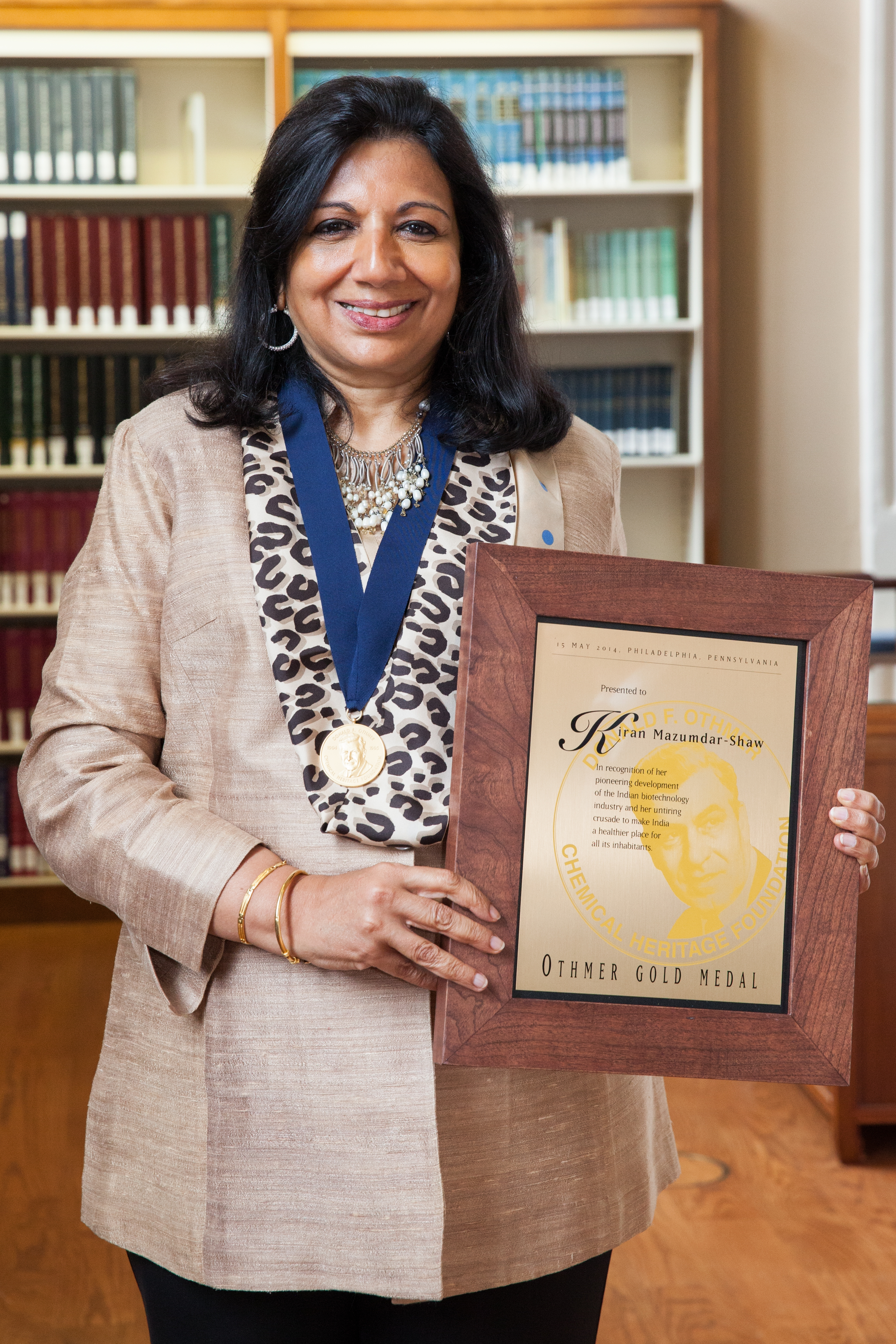
Kiran Mazumdar-Shaw (* 1953)

- 1953: Kiran Mazumdar-Shaw, indische Unternehmerin
- 1953: Amorn Surangkanjanajai, thailändischer Schauspieler
- 1954: Catherine Alric, französische Schauspielerin
- 1954: Geno Auriemma, US-amerikanischer Basketballtrainer
- 1954: Gabriele Eckart, deutsche Schriftstellerin
- 1954: Marianne Thomann-Stahl, deutsche Politikerin, MdL, Regierungspräsidentin
- 1955: Moses Malone, US-amerikanischer Basketballspieler

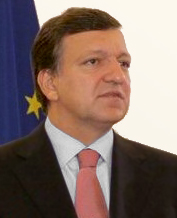
José Manuel Barroso (* 1956)

- 1956: José Manuel Barroso, portugiesischer Politiker, Außenminister, Ministerpräsident, Präsident der Europäischen Kommission
- 1956: Rita Ernst, Schweizer Künstlerin
- 1956: Herbert Knaup, deutscher Filmschauspieler
- 1956: Edgar Madi, libanesischer Bischof in Brasilien
- 1956: Steven Saylor, US-amerikanischer Schriftsteller
- 1956: Alexei Walentinowitsch Uljukajew, russischer Ökonom und Politiker
- 1957: Akira Asada, japanischer Philosoph, Ökonom und Kulturkritiker
- 1957: John Bachar, US-amerikanischer Kletterer
- 1957: Lucio Gutiérrez, ecuadorianischer Offizier und Staatspräsident
- 1957: Amanda Plummer, US-amerikanische Schauspielerin
- 1957: Michael Scheickl, österreichischer Komponist, Produzent und Chansonsänger
- 1958: Serena Grandi, italienische Schauspielerin
- 1958: Bruno Mathieu, französischer Organist
- 1959: Zuzana Brabcová, tschechische Schriftstellerin
- 1959: Catherine Keener, US-amerikanische Schauspielerin
- 1959: Vakhtang Kakhidze, georgischer Komponist und Dirigent
- 1960: Andreas Ammer, deutscher Autor, Journalist und Hörspielmacher
- 1960: Espen Beranek Holm, norwegischer Rockmusiker und Comedian

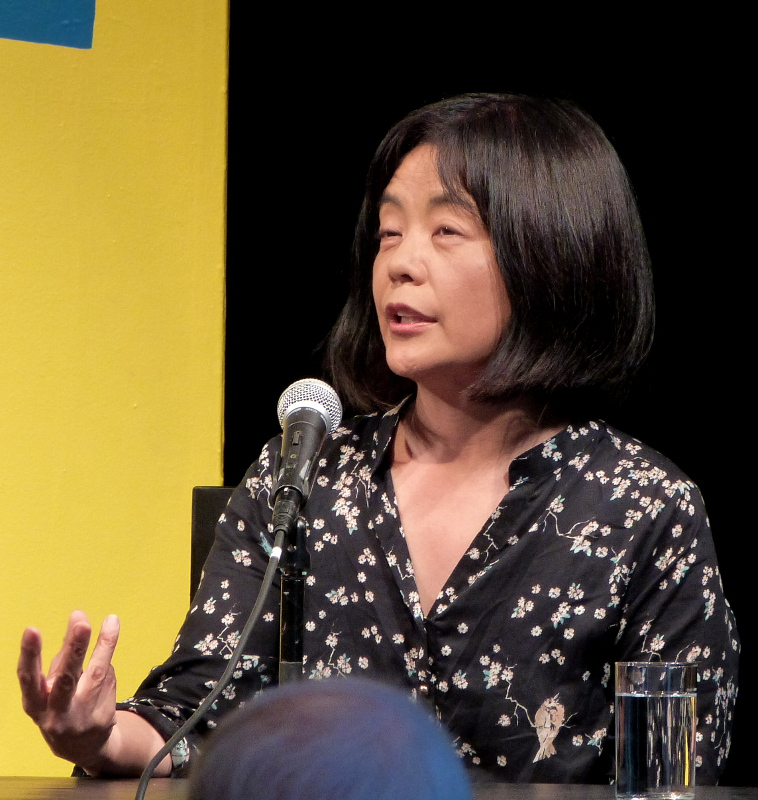
Yōko Tawada (* 1960)

- 1960: Yōko Tawada, japanische Schriftstellerin
- 1961: Eivind Aarset, norwegischer Jazz-Gitarrist und Komponist
- 1961: Steve Holmes, rumänisch-deutscher Pornodarsteller
- 1961: Tomás Saldaña, spanischer Autorennfahrer
- 1961: Petra Selg, deutsche Politikerin, MdB
- 1962: Basil al-Assad, syrischer Politiker
- 1962: Stefan Kellner, deutscher Handballtorwart
- 1962: Günther Paal, österreichischer Kabarettist
- 1962: Steven Redgrave, britischer Ruderer
- 1963: Míchel, spanischer Fußballspieler
- 1963: Ana Fidelia Quirot, kubanische Leichtathletin
- 1964: Okan Bayülgen, türkischer Schauspieler, Moderator, Synchronsprecher und Regisseur

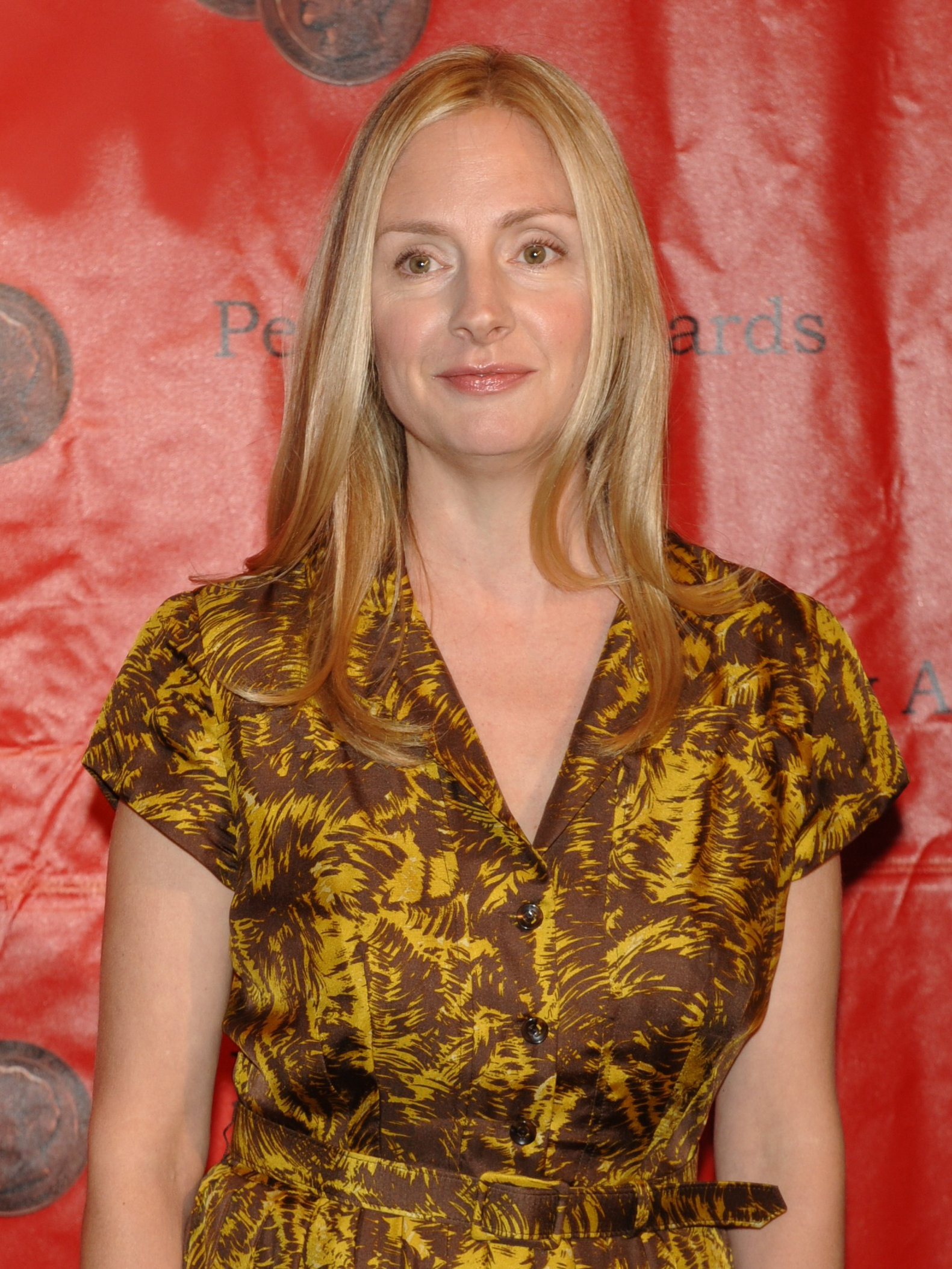
Hope Davis (* 1964)

- 1964: Hope Davis, US-amerikanische Schauspielerin
- 1964: Chris Henchy, US-amerikanischer Drehbuchautor, Filmproduzent und Executive Producer
- 1964: Bettina Obrecht, deutsche Schriftstellerin und Übersetzerin
- 1964: John Pinette, US-amerikanischer Komiker und Schauspieler
- 1964: Heike Schäfer, deutsche Schlagersängerin
- 1964: Martin Werding, deutscher Professor
- 1964: Mary Zophres, US-amerikanische Kostümbildnerin
- 1965: Richard Grieco, US-amerikanischer Schauspieler
- 1965: Trine Haltvik, norwegische Handballspielerin und -trainerin
- 1965: Pavel Mayer, deutscher Unternehmer und Politiker, MdL
- 1965: Marti Pellow, britischer Sänger
- 1965: Steve Turner, US-amerikanischer Rockmusiker
- 1965: Alexander Wagendristel, österreichischer Komponist und Flötist
- 1966: Karin Enström, schwedische Politikerin und Berufsoffizierin
- 1966: Marin Hinkle, US-amerikanische Schauspielerin
- 1966: Silke Krebs, deutsche Politikerin
- 1966: Alfred Nijhuis, niederländischer Fußballspieler, -trainer
- 1966: Thorsten Wingenfelder, deutscher Gitarrist und Songschreiber
- 1967: Gabriel Fourmigué, französischer Bobfahrer
- 1967: Uwe Leichsenring, deutscher Politiker, MdL

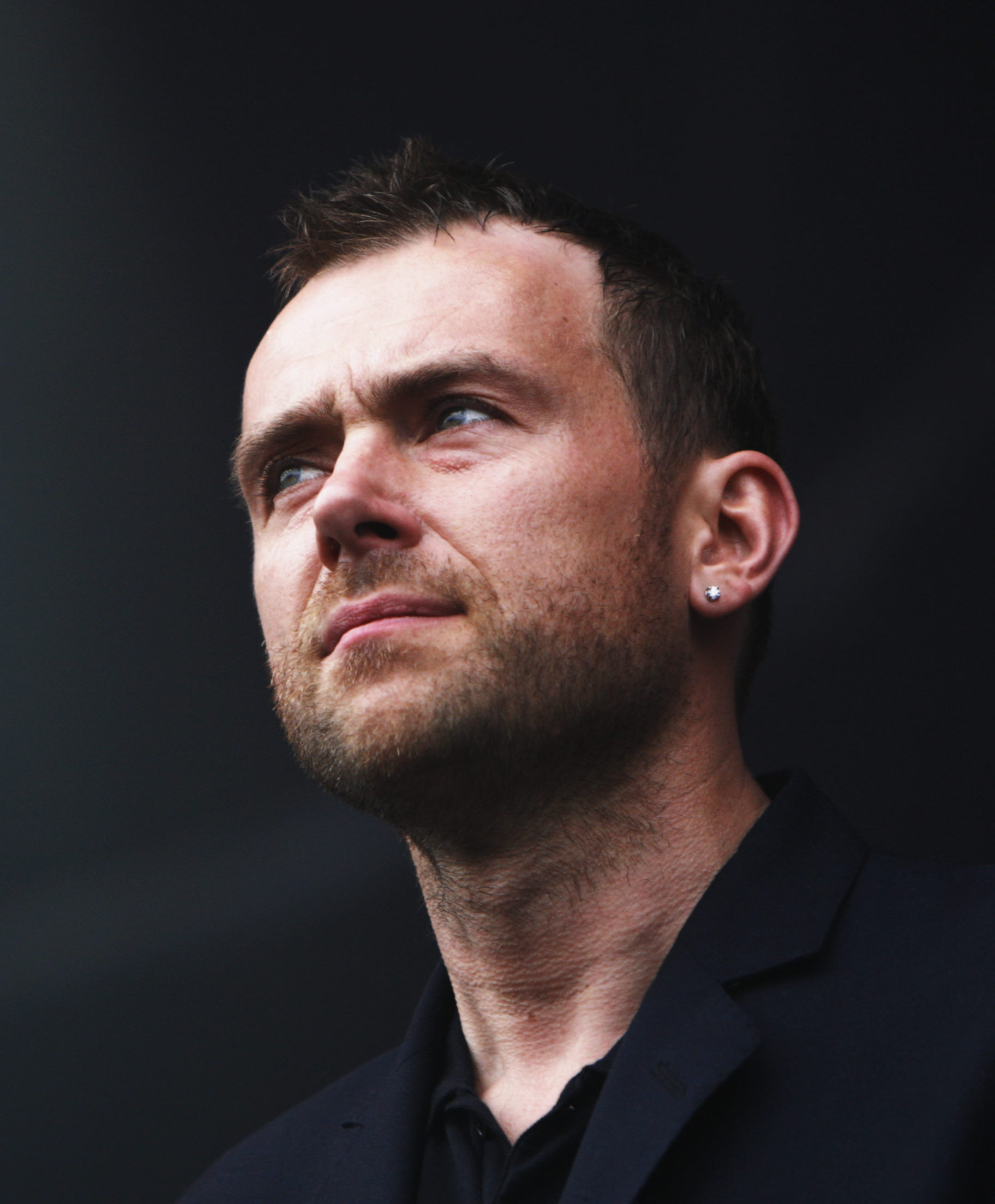
Damon Albarn (* 1968)

- 1968: Damon Albarn, britischer Sänger (Blur)
- 1968: Fernando Hierro, spanischer Fußballspieler
- 1969: Helle Jensen, dänische Fußballspielerin
- 1969: Youri Mulder, niederländischer Fußballspieler, -trainer und Sportkommentator
- 1969: Franz Stocher, österreichischer Bahn-Radrennfahrer
- 1970: Deborah Kaufmann, deutsche Schauspielerin
- 1970: Gianni Infantino, schweizerisch-italienischer Fußballfunktionär
- 1970: Jordi Lamelas, andorranischer Fußballspieler
- 1971: Erik Dreesen, deutscher Bodybuilder und Kraftsportler
- 1971: Karen McDougal, US-amerikanisches Playmate und Fotomodell
- 1972: Jonas Björkman, schwedischer Tennisspieler
- 1972: Joe Calzaghe, britischer Boxer
- 1972: Erwin Vervecken, belgischer Radrennfahrer
- 1972: Line Verndal, norwegische Schauspielerin

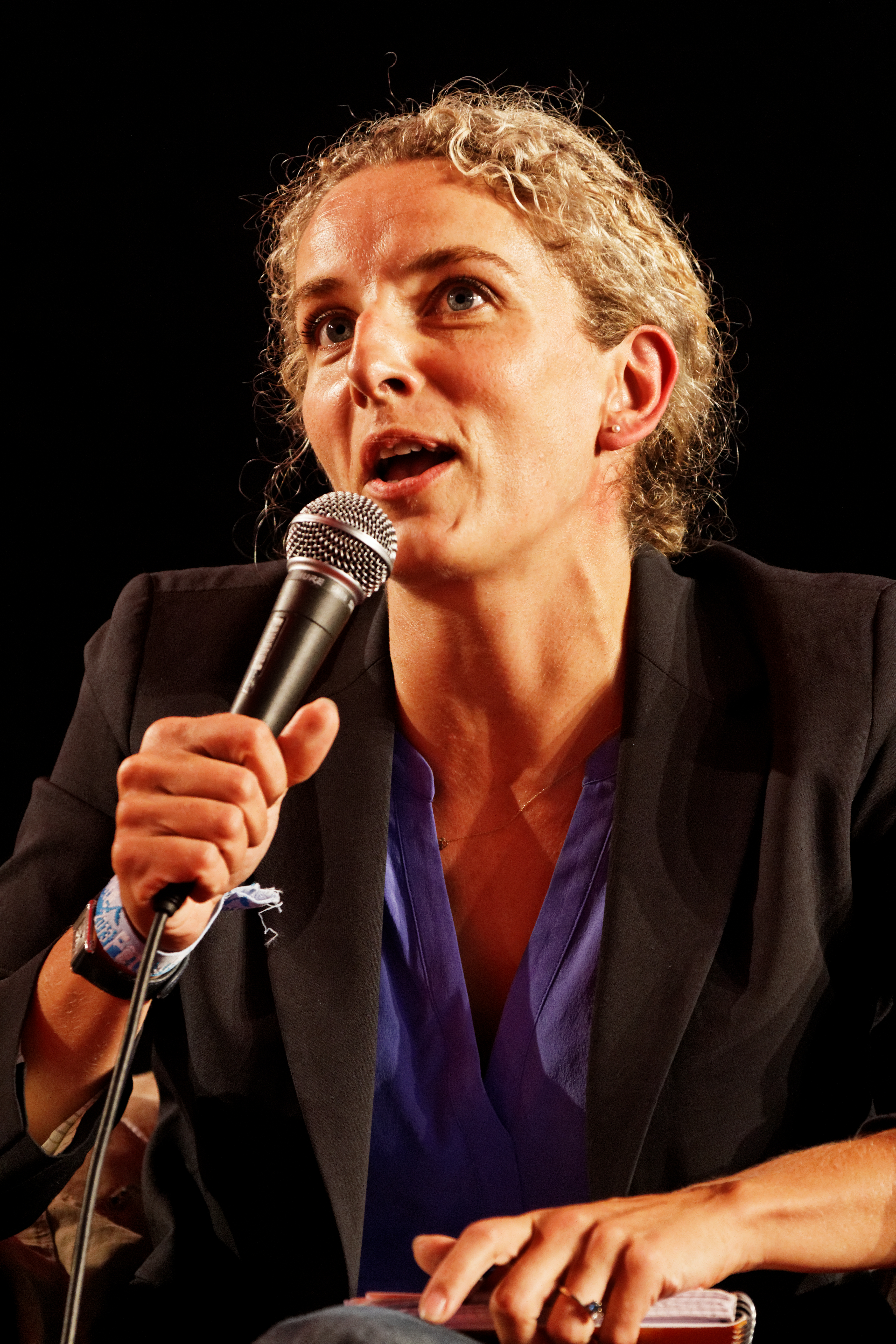
Delphine Batho (* 1973)

- 1973: Delphine Batho, französische Politikerin
- 1973: Jerzy Dudek, polnischer Fußballspieler
- 1973: Walther Kaiser, liechtensteinischer Judoka
- 1973: Jason Kidd, US-amerikanischer Basketballspieler
- 1973: Roger Nordmann, Schweizer Politiker
- 1973: Philipp von Schulthess, deutscher Schauspieler
- 1974: Patricio Muente, argentinischer Springreiter
- 1974: Anna Schudt, deutsche Schauspielerin
- 1975: Francesc Arnau, spanischer Fußballspieler
- 1975: Hossein Askari, iranischer Radrennfahrer
- 1975: Katie Mactier, australische Radrennfahrerin
- 1975: Stefan Möller, deutscher Jurist und Politiker
- 1975: Miroslav Srnka, tschechischer Komponist und Musikwissenschaftler

#### 1976–2000
- 1976: Chris Hoy, schottischer Radrennfahrer
- 1976: Smriti Irani, indische Schauspielerin und Politikerin, Ministerin
- 1976: Michelle Monaghan, US-amerikanische Schauspielerin
- 1976: Jeļena Rubļevska, lettische Pentathletin und Fechterin, Olympiamedaillengewinnerin
- 1976: Keri Russell, US-amerikanische Schauspielerin und Tänzerin
- 1976: Ricardo Zonta, brasilianischer Automobilrennfahrer
- 1977: Wayne Carpendale, deutscher Schauspieler
- 1977: Dunja Dogmani, deutsche Schauspielerin, Sprecherin und Regisseurin
- 1977: Anne Klesse, deutsche Journalistin
- 1977: Maxim Marinin, russischer Eiskunstläufer, Weltmeister, Olympiasieger
- 1977: Lukas Studer, Schweizer Sportreporter und TV-Moderator

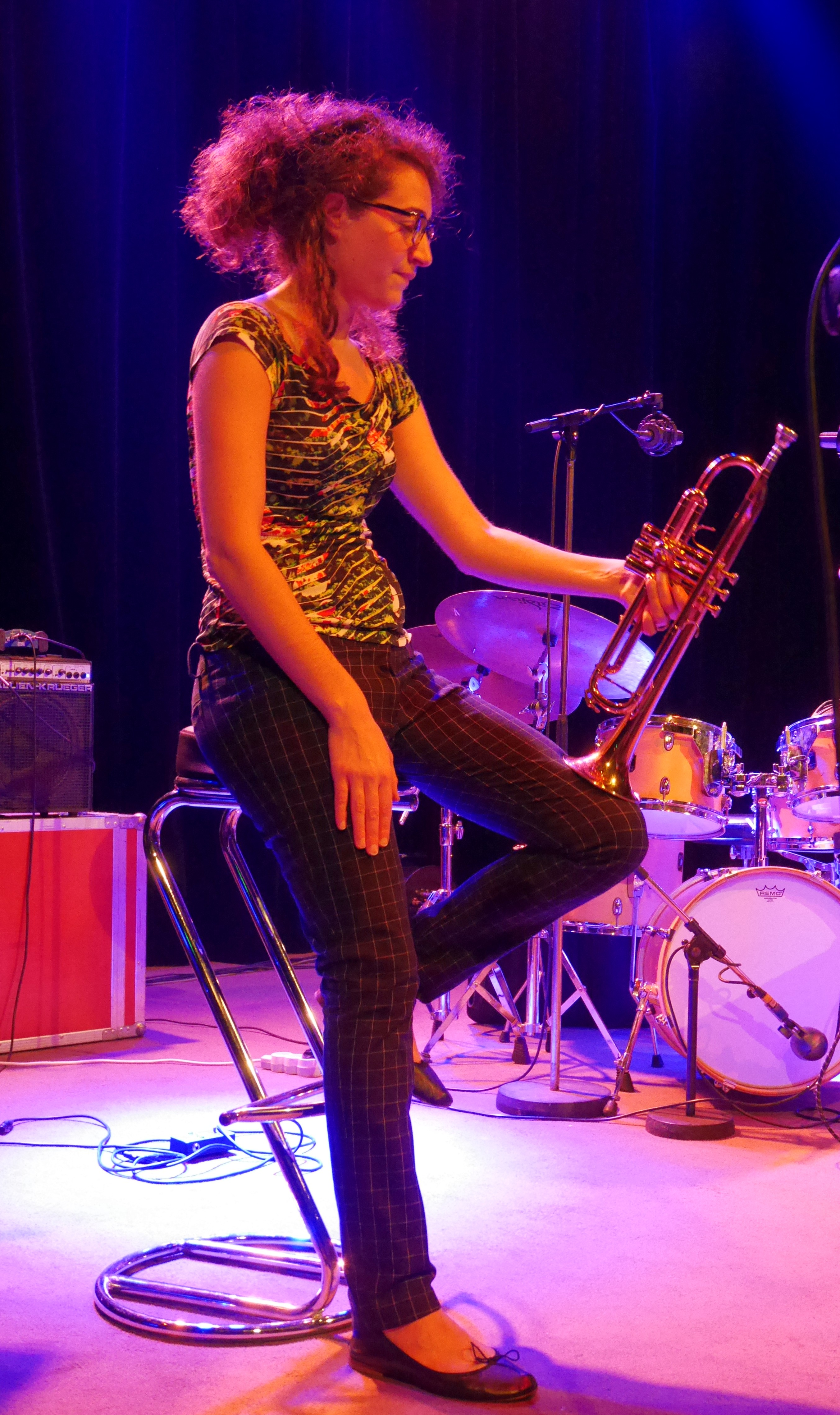
Airelle Besson (* 1978)

- 1978: Airelle Besson, französische Jazztrompeterin
- 1978: Liu Ye, chinesischer Schauspieler
- 1978: Piero Mazzocchetti, italienischer Sänger und Pianist
- 1978: Lena Park, koreanisch-US-amerikanische R&B- und Soulsängerin
- 1978: Walter Samuel, argentinischer Fußballspieler

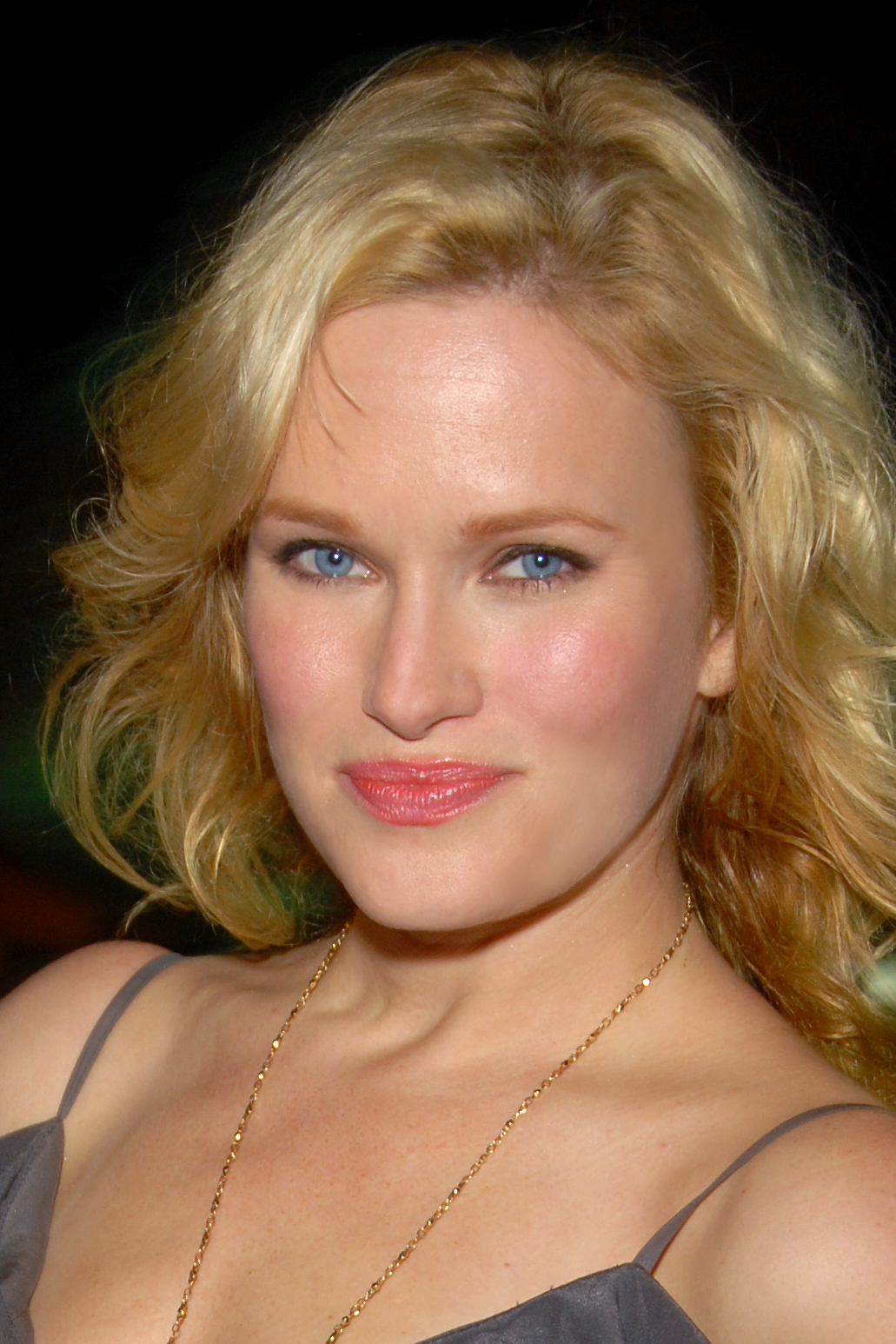
Nicholle Tom (* 1978)

- 1978: Nicholle Tom, US-amerikanische Schauspielerin
- 1979: Johannes Anyuru, schwedischer Schriftsteller und Poet
- 1979: Sebastian 23, deutscher Slampoet, Buchautor und Comedian
- 1980: Asaf Avidan, israelischer Folk-Rock-Musiker
- 1980: Martha Bißmann, österreichische Projektmanagerin und Politikerin, Abgeordnete zum Nationalrat
- 1980: Ryan Day, walisischer Snookerspieler
- 1980: Roberto Rolfo, italienischer Motorradrennfahrer
- 1980: Edrissa Sonko, gambischer Fußballspieler
- 1981: Stefan Ruppe, deutscher Schauspieler
- 1981: Giuseppe Sculli, italienischer Fußballspieler
- 1982: Katharina von Keller, deutsche Synchronsprecherin
- 1982: Jeff Parke, US-amerikanischer Fußballspieler
- 1983: Marcel Eger, deutscher Fußballspieler
- 1983: Sascha Riether, deutscher Fußballspieler
- 1984: Sandrine Dusang, französische Fußballspielerin
- 1984: Lisa Wirén, schwedische Handballspielerin
- 1986: Nadine Boske, deutsche Schauspielerin
- 1986: Andrea Dovizioso, italienischer Motorradrennfahrer
- 1987: Vesna Rožič, slowenische Schachspielerin
- 1987: Kim Wall, schwedische Journalistin
- 1988: Sergei Afanassjew, russischer Rennfahrer
- 1988: Sarah Jane Scott, US-amerikanische Schlagersängerin
- 1989: Jim Aernouts, belgischer Cyclocross- und Mountainbikefahrer
- 1989: Edu Bedia, spanischer Fußballspieler

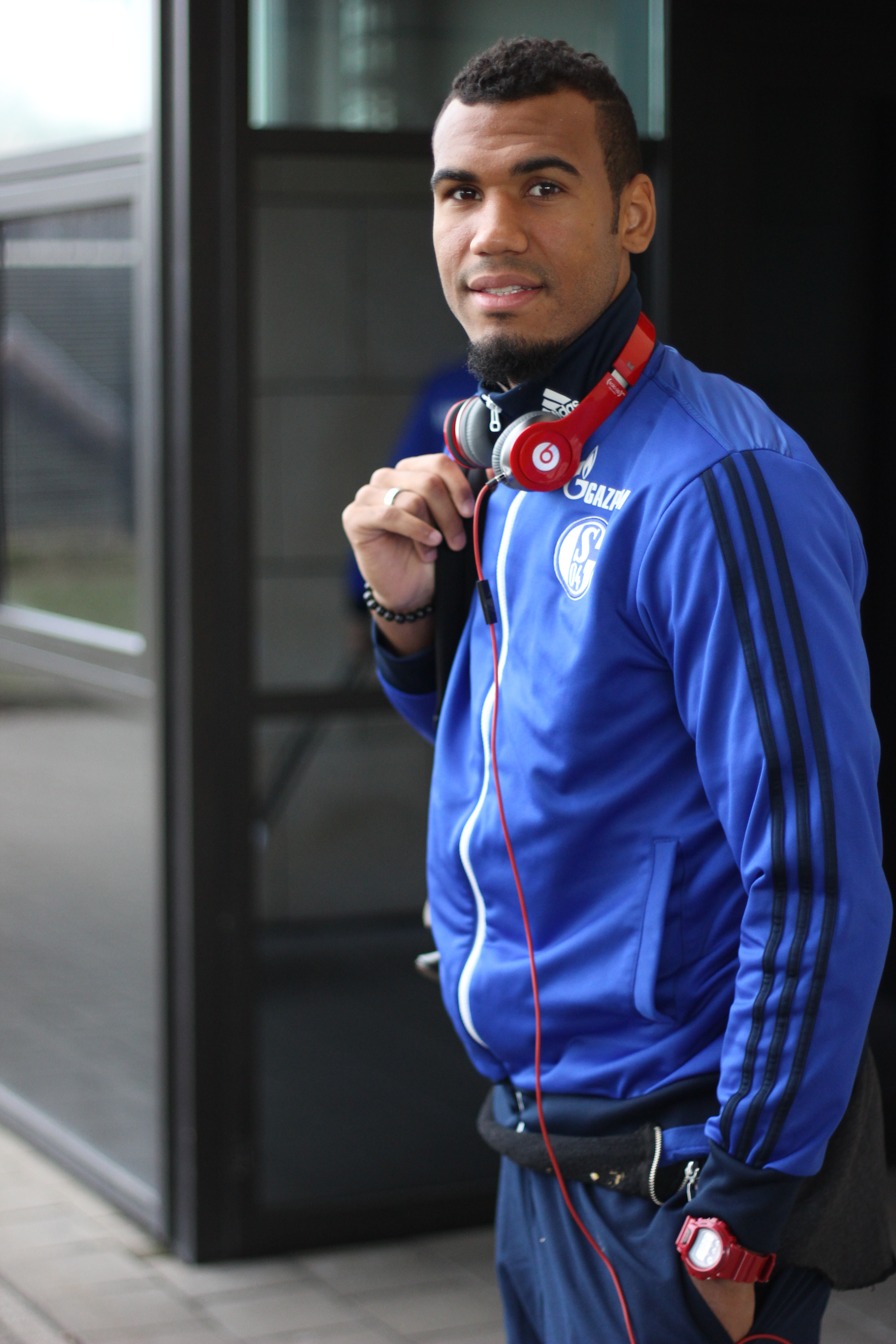
Eric Maxim Choupo-Moting (* 1989)

- 1989: Eric Maxim Choupo-Moting, deutsch-kamerunischer Fußballspieler
- 1989: Lars Haise, deutscher Lokomotivführer und Politiker
- 1990: Jaime Alguersuari, spanischer Autorennfahrer
- 1990: Gordon Hayward, US-amerikanischer Basketballspieler
- 1990: Robert Johansson, norwegischer Skispringer
- 1990: Eugenie of York, britische Prinzessin
- 1991: Thordis Arnold, deutsche Crosslauf-Sommerbiathletin, Mittel- und Langstreckenläuferin
- 1991: Noémi Dabrowski, französisch-polnisch-US-amerikanische Schauspielerin
- 1992: Tolga Ciğerci, deutsch-türkischer Fußballspieler
- 1992: Giada Colombo, italienische Ruderin
- 1992: Ana Marcela Cunha, brasilianische Langstreckenschwimmerin
- 1992: Kyrie Irving, US-amerikanischer Basketballspieler
- 1992: Valonis Kadrijaj, kosovarischer Fußballspieler
- 1992: Vanessa Morgan, kanadische Schauspielerin und Sängerin
- 1992: Juan Carlos Sistos, mexikanischer Autorennfahrer
- 1992: Gaël Suter, Schweizer Radrennfahrer
- 1993: Michael Seiz, deutscher Handballspieler
- 1994: Matteo Beretta, italienischer Autorennfahrer
- 1994: Joni Mustonen, finnischer Biathlet und Skilangläufer
- 1994: Nick Powell, englischer Fußballspieler
- 1995: Will Owen, US-amerikanischer Autorennfahrer
- 1996: Alex Albon, britisch-thailändischer Formel-1-Rennfahrer
- 1996: Claudio Majer, liechtensteinischer Fußballspieler
- 1997: Iago, brasilianischer Fußballspieler
- 1999: Andrea Bagioli, italienischer Radrennfahrer
- 1999: Afimico Pululu, angolanisch-französischer Fußballspieler
- 2000: Anton Borodatschow, russischer Fechter
- 2000: Kirill Borodatschow, russischer Fechter

### 21. Jahrhundert

#### 2001–2025
- 2001: Marcel Barinka, deutsch-tschechischer Eishockeyspieler
- 2001: Andrea Piccolo, italienischer Radrennfahrer
- 2004: Helena Dornheim, deutsche Volleyballspielerin
- 2005: Magdalena Matschina, deutsche Rennrodlerin

## Gestorben

### Vor dem 16. Jahrhundert
- 0890 oder 891: Engelberga, Gattin Ludwigs II. von Italien
- 1022: Song Zhenzong, chinesischer Kaiser der Song-Dynastie
- 1120: Bruno von Beutelsbach, Abt des Klosters Hirsau
- 1145: Taschfin ibn Ali, Herrscher der Almoraviden
- 1169: Schirkuh, kurdischer Militärkommandeur der Ayyubiden
- 1229: Wilhelm von Ecublens, Bischof von Lausanne
- 1234: Guillaume II. des Barres, französischer Ritter, Herr von Oissery und La Ferté-Alais
- 1237: Johann von Brienne, König von Jerusalem
- 1277: Eberhard I., Bischof von Worms
- 1283: Joseph I. Galesiotes, Patriarch von Konstantinopel
- 1322: John Mowbray, 2. Baron Mowbray, englischer Adeliger und Rebell
- 1322: Roger de Clifford, 2. Baron de Clifford, englischer Magnat und Rebell
- 1342: Napoleone Orsini, Kardinal der Katholischen Kirche
- 1361: Henry of Grosmont, 1. Duke of Lancaster, englischer Diplomat, Politiker, Soldat und Befehlshaber
- 1369: Peter I., König von Kastilien und León
- 1418: Margaret Stewart, Countess of Angus, schottische Adelige
- 1432: Ernst Auer von Herrenkirchen, deutscher Bischof
- 1445: Günther II. von Schwarzburg, deutscher Erzbischof von Magdeburg
- 1469: Jakob Fugger der Ältere, Augsburger Webermeister, Ratsherr und Kaufmann, Stammvater der Dynastie Fugger von der Lilie
- 1483: Jolande, Herzogin von Lothringen und Bar sowie Titularkönigin von Jerusalem

### 16. bis 18. Jahrhundert
- 1515: Giacomo Cozzarelli, italienischer Architekt, Bildhauer, Bronzegießer und Maler
- 1524: Giulia Farnese, italienische Adelige, Mätresse Papst Alexanders VI. und Schwester Papst Pauls III.
- 1547: Johann IV. Ludwig von Hagen, Erzbischof und Kurfürst von Trier
- 1555: Julius III., Papst
- 1555: Martin Lipsius, Burgunder Augustinermönch, Humanist und Prior eines Nonnenklosters
- 1559: Claudius, Kaiser von Äthiopien
- 1560: Christoph Zobel, deutscher Jurist
- 1566: Wolfgang, Fürst von Anhalt-Köthen und Reformator
- 1577: Karl II., Markgraf von Baden-Durlach
- 1585: Jacob Palaeologus, griechisch-italienischer Theologe und Diplomat

Martin Cromer († 1589)

- 1589: Martin Cromer, polnischer Geschichtsschreiber, Theologe und Bischof
- 1593: Henry Barrowe, englischer Puritaner
- 1606: Justus Lipsius, flämischer Rechtsphilosoph und Philologe
- 1612: Johann Siebmacher, deutscher Wappenmaler, Radierer, Kupferstecher und Verleger
- 1619: Georg Gotthart, eidgenössischer Eisenkrämer und Dichter
- 1624: Samuel Huber, Schweizer lutherischer Theologe
- 1627: Ludovico Zacconi, italienischer Musiktheoretiker
- 1638: Georg Flegel, deutscher Maler
- 1640: Thomas Carew, englischer Dichter
- 1641: Andries Both, niederländischer Maler
- 1653: Christian Arnd, deutscher Theologe und Logiker
- 1653: Johan van Galen, niederländischer Geschwaderkommandeur
- 1655: Peter de Spina III., deutscher Mediziner
- 1667: Franz Wesselényi, ungarischer Palatin
- 1678: Cornelis Gerritsz. Decker, niederländischer Maler
- 1680: Nicolas Fouquet, französischer Finanzminister unter Ludwig XIV.
- 1686: Philipp Ludwig von Reiffenberg, erster kurmainzischer Statthalter in Erfurt
- 1688: Marcantonio Giustinian, 107. Doge von Venedig
- 1699: Martin Knorre, deutscher Mathematiker
- 1711: Bernhard Michael Mandl, Salzburger Bildhauer
- 1714: Bernhard Simon von Kerssenbrock, hessen-kasselscher Generalleutnant
- 1720: Hans Heinrich von Ahlefeldt, Herr auf Gut Seestermühe
- 1720: Lorenz Werder, Bürgermeister von St. Gallen
- 1730: Karl, Landgraf von Hessen-Kassel
- 1731: August Wilhelm, Herzog zu Braunschweig und Lüneburg
- 1732: Friedrich II., Herzog von Sachsen-Gotha-Altenburg
- 1739: Georg Friedrich Schröer, deutscher lutherischer Theologe
- 1747: Claude Alexandre de Bonneval,  französischer Adliger, Soldat und Abenteurer
- 1748: Johann Gottfried Walther, deutscher Organist, Kapellmeister, Komponist und Musikwissenschaftler
- 1749: Johann Georg Gottschald, erzgebirgischer Hammerherr
- 1763: Franz Guasco, österreichischer Feldzeugmeister
- 1770: Martin van Meytens, niederländischer Maler
- 1778: Heinrich Martin Thümmig, deutscher evangelischer Theologe
- 1790: Georg Christian Crollius, deutscher Historiker
- 1797: Marcus Anton Wittola, österreichischer Theologe und Pfarrer

### 19. Jahrhundert
- 1801: Paul I., Zar von Russland
- 1806: George Frederick Pinto, britischer Komponist und Klaviervirtuose
- 1813: Augusta Friederike Luise, Herzogin zu Braunschweig-Lüneburg und Fürstin von Braunschweig-Wolfenbüttel
- 1818: Nicolas Isouard, maltesischer Komponist
- 1818: Johann Ferdinand Balthasar Stieffell, deutscher Orgelbauer
- 1819: August von Kotzebue, deutscher Dramatiker
- 1826: Ernst Gottlieb Bengel, deutscher Theologe
- 1829: Robert Nares, englischer Geistlicher und Philologe
- 1840: William Maclure, britischer Geologe, Gelehrter und Philanthrop

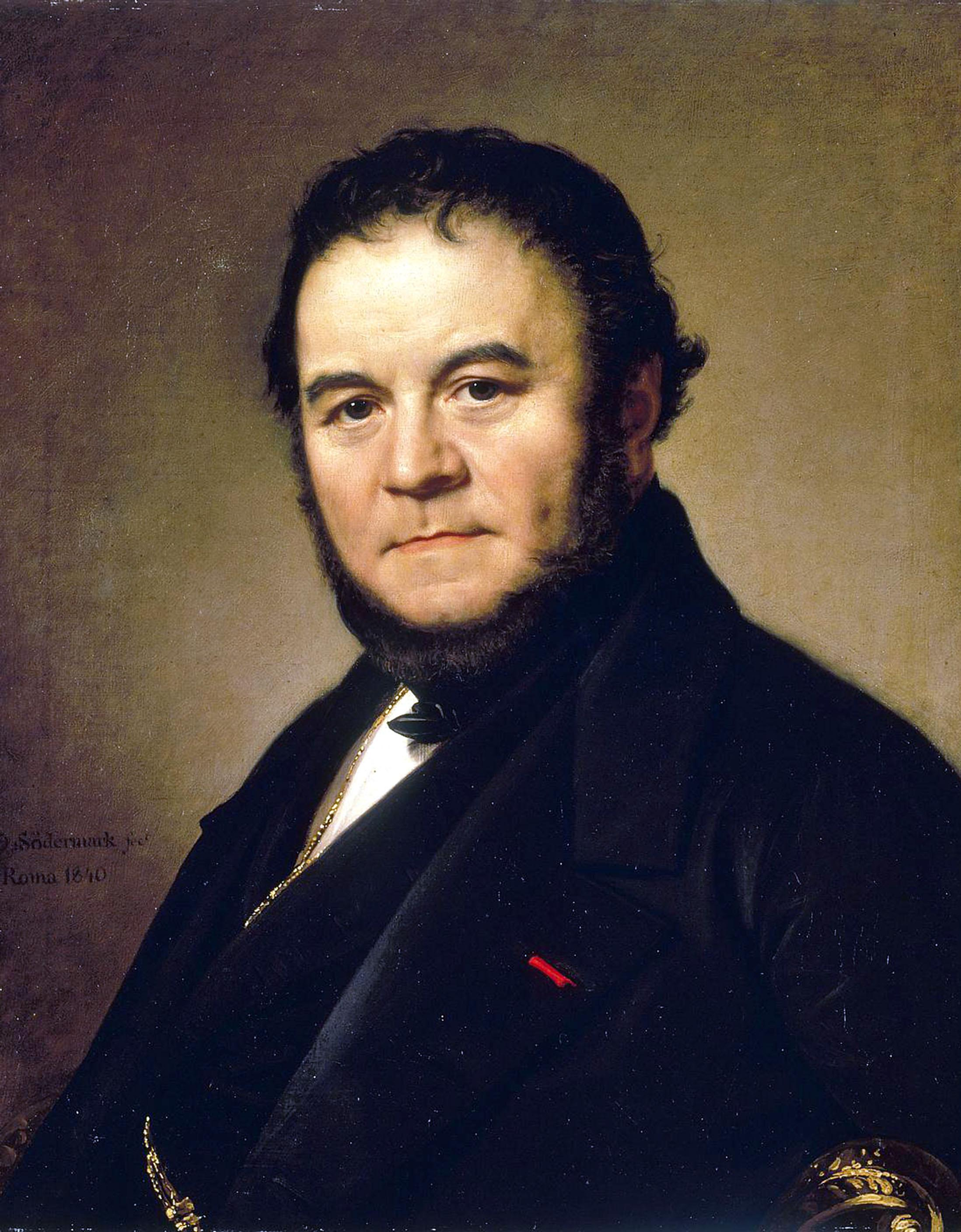
Stendhal († 1842)

- 1842: Stendhal, französischer Schriftsteller
- 1850: Mathias Drexler deutsch-österreichischer Steinmetzmeister und Bildhauer des Historismus
- 1851: Christian Friedrich Goedeking, deutscher Beamter
- 1852: Heinrich Karl Ludwig Bardeleben, deutscher Jurist und Politiker
- 1852: Alexis de Garaudé, französischer Musikpädagoge und Komponist
- 1853: Alexander Duncan, US-amerikanischer Politiker
- 1860: Francisco Ruiz Tagle, chilenischer Präsident

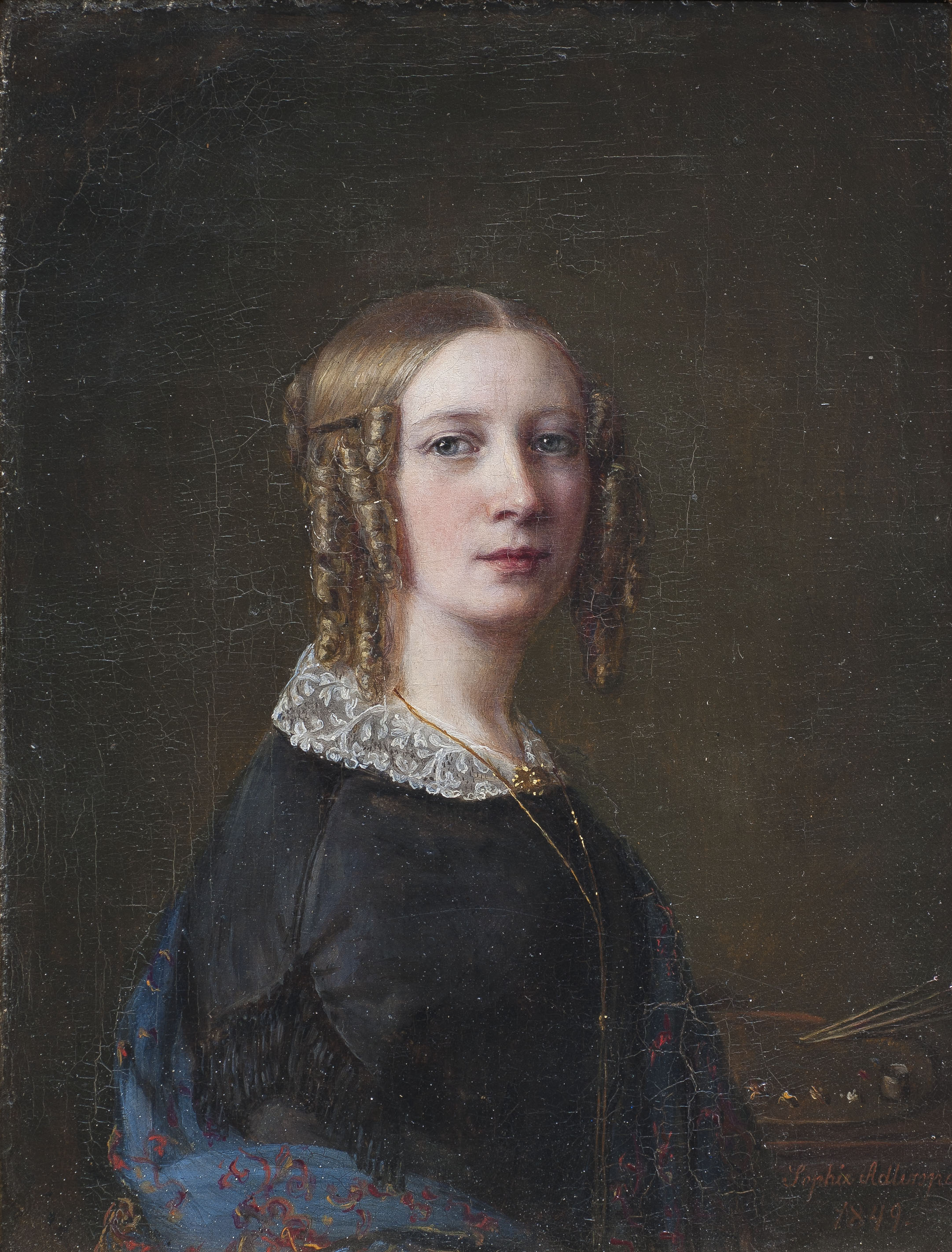
Sophie Adlersparre († 1862)

- 1862: Sophie Adlersparre, schwedische Malerin
- 1862: Karl Robert von Nesselrode, russischer Diplomat, Außenminister und Kanzler
- 1865: Manuel Isidoro Belzu, Präsident von Bolivien
- 1866: Ferdinand von Arnim, deutscher Architekt und Baubeamter
- 1868: Karl Braun, sächsischer Jurist und Politiker, Minister und Ministerpräsident
- 1869: Albert Methfessel, deutscher Komponist und Dirigent
- 1869: Anton Wilhelm von Zuccalmaglio, deutscher Dichtermusiker
- 1870: Jean-Charles Langlois, französischer Offizier, Schlachtenmaler und Fotograf
- 1877: Paul-Henri Besson, Schweizer evangelischer Geistlicher und Dichter
- 1878: Ernst Keil, deutscher Buchhändler und Begründer der Familienzeitschrift Die Gartenlaube
- 1880: Gustaf Adolf Mankell, schwedischer Organist und Komponist
- 1881: Nikolai Grigorjewitsch Rubinstein, russischer Komponist, Pianist und Dirigent
- 1882: Eugen Napoleon Neureuther, deutscher Maler, Zeichner und Radierer
- 1890ː Auguste von Littrow, deutsch-österreichische Schriftstellerin und Frauenrechtlerin
- 1892: Louis Angermann, deutscher Architekt
- 1892ː Hannah Luise von Rothschild, Mitglied der Rothschild-Familie und bedeutende Stifterin
- 1893: Philipp Ludwig Adam, deutscher Unternehmer und Politiker
- 1898: Dikran Tschuchadschjan, armenischer Komponist
- 1898: Hans Wachenhusen, deutscher Reise- und Romanschriftsteller
- 1899ː Nina Bellosa, deutsche Theaterschauspielerin

### 20. Jahrhundert

#### 1901–1950
- 1903: Albin Ackermann-Teubner, deutscher Verleger und Buchhändler
- 1903: Karl Holub, böhmischer Waffentechniker
- 1908: Luis Felipe Arias, guatemaltekischer Pianist und Komponist
- 1910: Franz Borgias Maerz, deutscher Orgelbauer

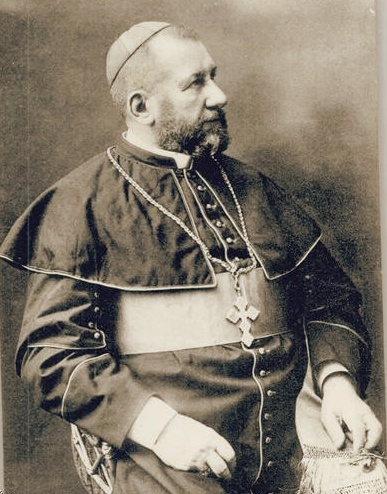
Godfried Marschall († 1911)

- 1911: Godfried Marschall, österreichischer Priester, Generalvikar, Weihbischof von Wien
- 1911: Reinhard Kekulé von Stradonitz, deutscher Archäologe
- 1911: Eduard Zacharias, deutscher Botaniker
- 1914: Rebekka Ar Rayès, Heilige der katholischen Kirche
- 1917: Adolf von Guttenberg, österreichischer Professor für Forstwirtschaft
- 1917: Louis Schmeisser, deutscher Waffenkonstrukteur
- 1919: Francesco di Paola Cassetta, italienischer Geistlicher, Kurienkardinal
- 1924: Francesca Arundale, englische Freimaurerin und Theosophin
- 1926: Guy Andrews Ham, US-amerikanischer Politiker
- 1931: Richard Reitzenstein, deutscher Altphilologe und Religionshistoriker
- 1935: Otto Bardenhewer, deutscher Theologe
- 1938: Thomas Walter Scott, kanadischer Politiker
- 1940: Minakami Takitarō, japanischer Schriftsteller

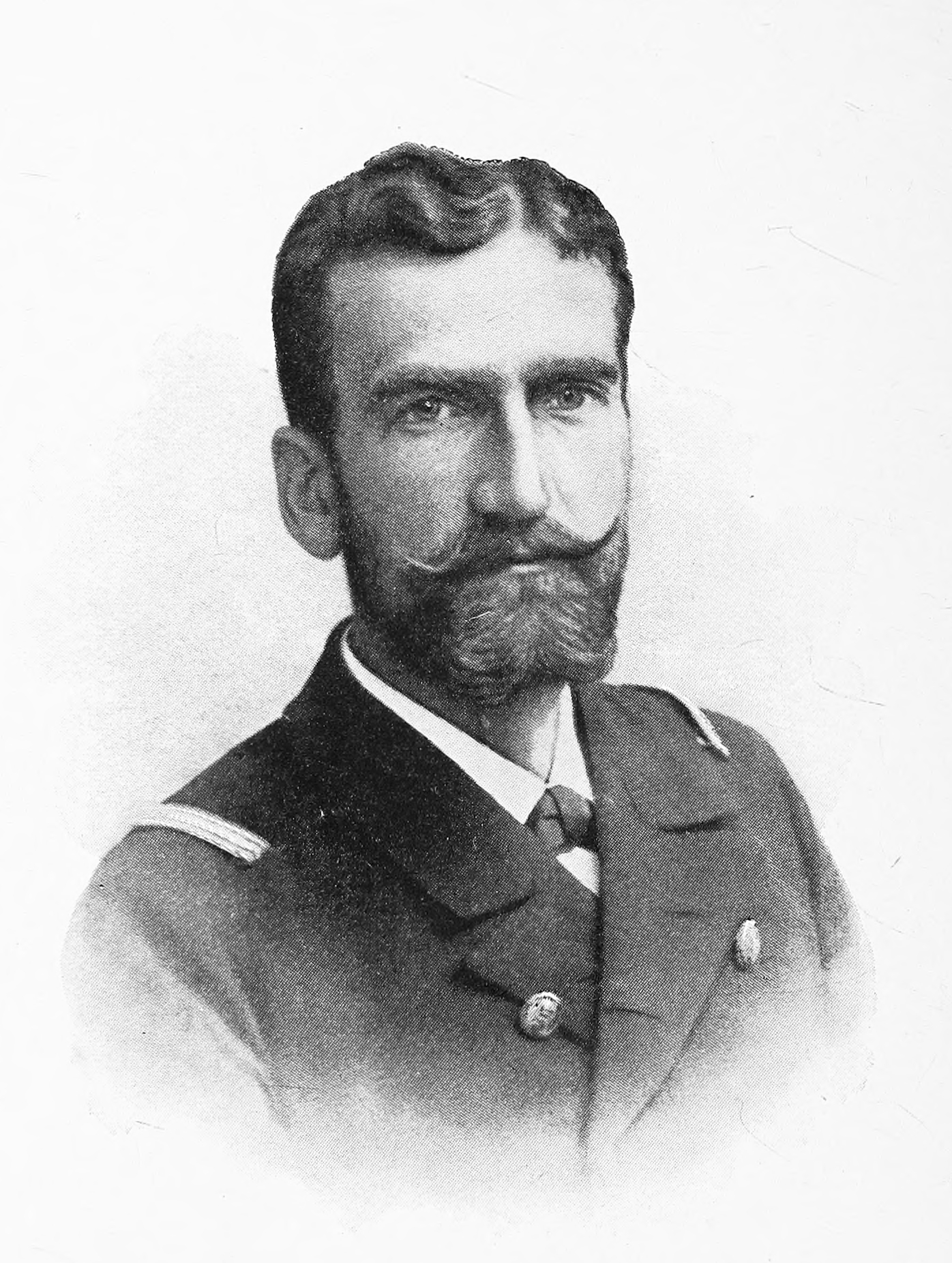
Ludwig von Höhnel († 1942)

- 1942: Ludwig von Höhnel, österreichischer Marineoffizier, Afrikaforscher und Geograph
- 1942: Walter Stahlecker, deutscher Jurist, General der SS und der Polizei, Einsatzgruppenleiter, Massenmörder und Kriegsverbrecher
- 1946: Francisco Largo Caballero, spanischer Politiker und Ministerpräsident
- 1946: Gilbert Newton Lewis, US-amerikanischer Physikochemiker
- 1947: Theodor Leipart, deutscher Gewerkschafter und Politiker, MdL und Landesminister
- 1948: Nikolai Alexandrowitsch Berdjajew, russischer Philosoph
- 1948: George Milne, 1. Baron Milne, britischer Feldmarschall und Chef des Imperialen Generalstabes
- 1949: Joseph Neuhäuser, deutscher Komponist
- 1950: Josef Schatz, österreichischer Germanist und Mundartforscher

#### 1951–2000
- 1953: Heinrich Aschenbrandt, deutscher Offizier
- 1953: Raoul Dufy, französischer Maler und Grafiker
- 1955: Gustav Ammann, Schweizer Landschaftsarchitekt
- 1956: Mort Dixon, US-amerikanischer Musiker, Liedermacher und Textdichter
- 1957: Rudolf Fischer, deutscher Chemiker und Unternehmer
- 1958: Don Hartman, US-amerikanischer Komponist, Filmregisseur, Filmproduzent und Drehbuchautor
- 1959: Emma Trentini, US-amerikanische Sängerin italienischer Herkunft
- 1960: Franklin Pierce Adams, US-amerikanischer Journalist, Übersetzer und Radiosprecher
- 1960: Ludwig Bergsträsser, deutscher Politiker, Historiker, Politikwissenschaftler und Archivar, MdR, MdL, MdB
- 1960ː Bertha Jordaan-van Heek, niederländische Malerin
- 1960ː Klawdija Timofejewna Nowgorodzewa, Funktionärin der russischen revolutionären Bewegung
- 1960: Said Nursî, religiöser islamischer Führer kurdischen Ursprungs während Ende des Osmanischen Reiches und Beginn der Republik Türkei
- 1960: Raoul Paoli, französischer Sportler und Filmschauspieler
- 1961: Otto Aurich, österreichisch-niederländischer Schauspieler und Theaterleiter
- 1961: Walentin Wassiljewitsch Bondarenko, sowjetischer Kampfpilot und Raumfahreranwärter
- 1961: Heinrich Rau, deutscher Politiker, MdL, Parteifunktionär, Vorsitzender der Staatlichen Plankommission und Minister der DDR
- 1962: Eugenio Canfari, italienischer Fußballfunktionär und Unternehmer

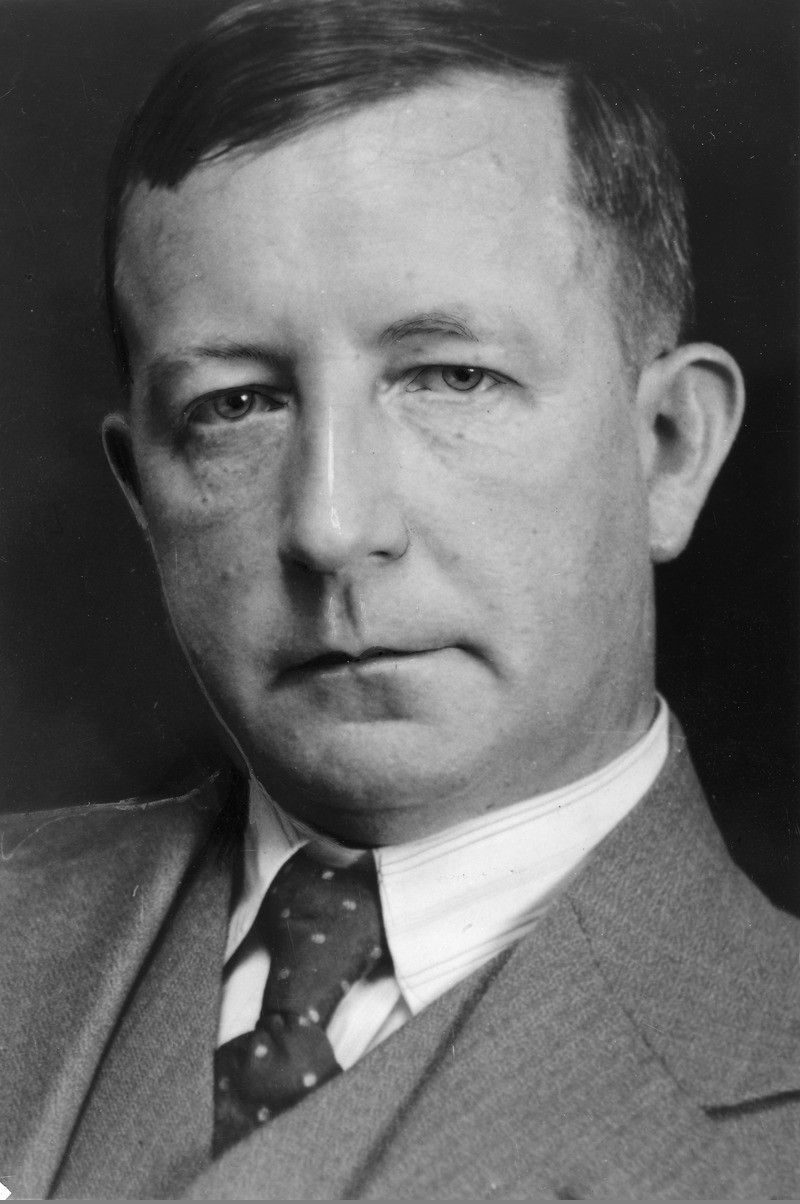
Albert Thoralf Skolem († 1963)

- 1963: Albert Thoralf Skolem, norwegischer Mathematiker, Logiker und Philosoph
- 1964: Claire Anderson, US-amerikanische Schauspielern
- 1964: Peter Lorre, US-amerikanischer Filmschauspieler, Drehbuchautor und Filmregisseur
- 1965: Karl Barwick, deutscher Altphilologe
- 1966: Max Strub, deutscher Violinvirtuose und Violinpädagoge
- 1966: Otto Reche, deutscher Anthropologe
- 1967: Lalla Carlsen, norwegische Schauspielerin und Sängerin
- 1970: Ludwig Rödl, deutscher Schachmeister
- 1971: Simon Vestdijk, niederländischen Schriftsteller
- 1972: Cristóbal Balenciaga, spanischer Modedesigner der Haute Couture
- 1973ː Marianne Hapig, deutsche Sozialarbeiterin und Widerstandskämpferin gegen das Naziregime
- 1975: Walter Auerbach, deutscher Politiker und Gewerkschafter, Widerstandskämpfer gegen den Nationalsozialismus
- 1976: Shiga Mitsuko, japanische Schriftstellerin
- 1977: Emile Biayenda, kongolesischer Priester, Erzbischof von Brazzaville und Kardinal
- 1977: Joe Stydahar, US-amerikanischer American-Football-Spieler und -Trainer
- 1978: Anton Hörburger, niederländischer Fußballspieler
- 1980: Bill S. Ballinger, US-amerikanischer Schriftsteller
- 1980: Dietrich Keuning, deutscher Politiker, MdB, Oberbürgermeister Dortmunds
- 1980: Jacob Miller, jamaikanischer Reggaesänger
- 1980: Arthur Melvin Okun, US-amerikanischer Ökonom
- 1980: Anne-Cécile Rose-Itier, französische Autorennfahrerin
- 1981: Mike Hailwood, britischer Motorradrennfahrer
- 1981: Beatrice Tinsley, neuseeländische Astronomin und Kosmologin
- 1984: Knud Børge Andersen, dänischer Politiker
- 1984: Jean Prouvé, französischer Architekt und Designer
- 1985: Anton Levien Constandse, niederländischer Autor, Redakteur, Zeitschriften-Herausgeber, Freidenker und Anarchist
- 1985: Zoot Sims, US-amerikanischer Jazzmusiker
- 1986: Otto Bramm, deutscher Kunsthistoriker und Volkskundler
- 1987: Ilse Totzke, deutsche Musikerin, Widerstandskämpferin, Gerechte unter den Völkern
- 1988: Theodore Fred Abel, US-amerikanischer Soziologe
- 1989: Renzo Avanzo, italienischer Dokumentarfilmer

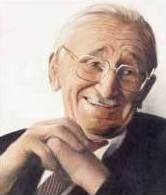
Friedrich August von Hayek († 1992)

- 1992: Friedrich August von Hayek, österreichischer Ökonom und Nobelpreisträger
- 1993: Hans Werner Richter, deutscher Schriftsteller, Begründer des Schriftstellertreffens Gruppe 47
- 1994: Giulietta Masina, italienische Filmschauspielerin
- 1995: Alan Barton, britischer Sänger und Musiker (Smokie)
- 1996: C. C. Bergius, deutscher Schriftsteller

### 21. Jahrhundert

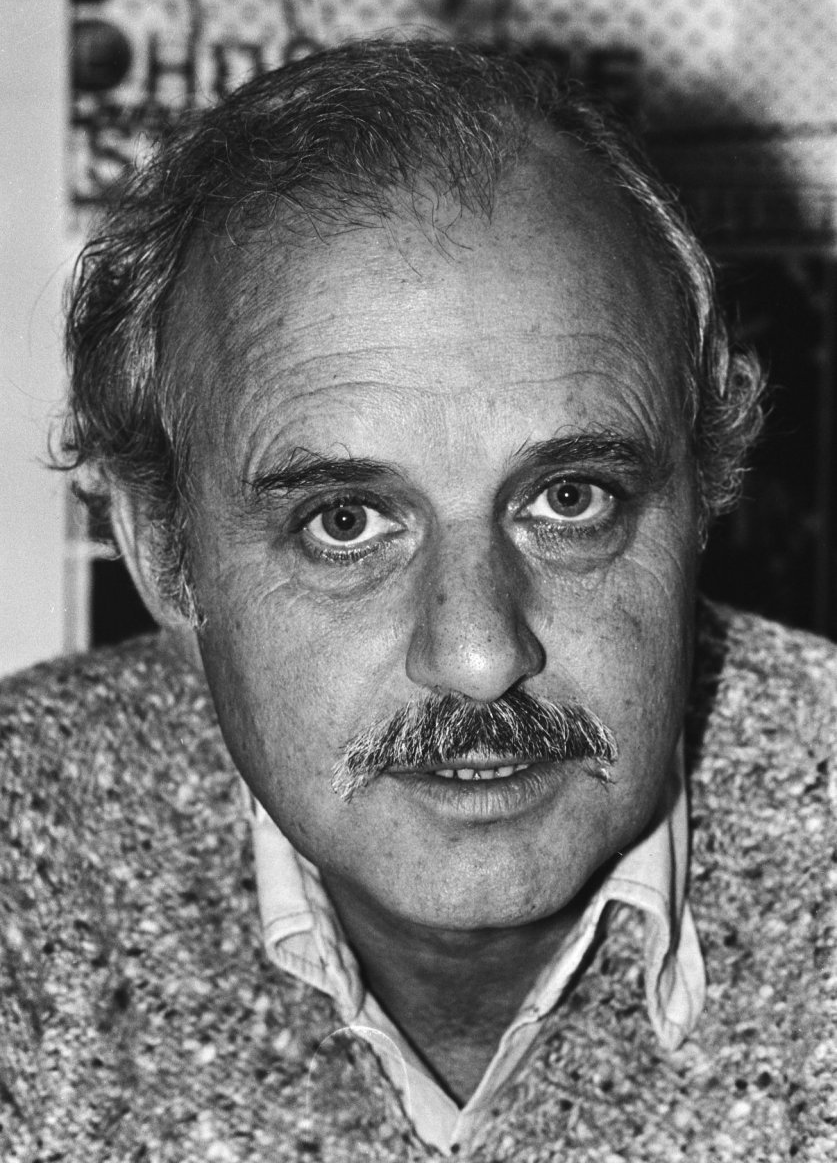
David McTaggart († 2001)

- 2001: David McTaggart, kanadischer Umweltschützer
- 2002: Jan Kotík, tschechischer Maler
- 2002: Richard Sylbert, US-amerikanischer Szenenbildner
- 2003: Tage Nielsen, dänischer Komponist
- 2004: Lorand Fenyves, US-amerikanischer Geiger und Musikpädagoge ungarisch-jüdischer Herkunft
- 2005: David Kossoff, britischer Schauspieler und Autor
- 2006: Sarah Caldwell, US-amerikanische Dirigentin
- 2005: Leona Rostenberg, US-amerikanische Buchantiquarin und Historikerin
- 2007: Damian McDonald, australischer Radrennfahrer
- 2008: Bruce Irwin Alexander Rollick, kanadischer Badmintonspieler
- 2011: José Argüelles, mexikanisch-US-amerikanischer Maler und Schriftsteller
- 2011: Jean Bartik, US-amerikanischen Programmiererin
- 2011: Richard Leacock, britischer Regisseur und Kameramann
- 2011: Bernhard Stirnemann, Schweizer Liedermacher

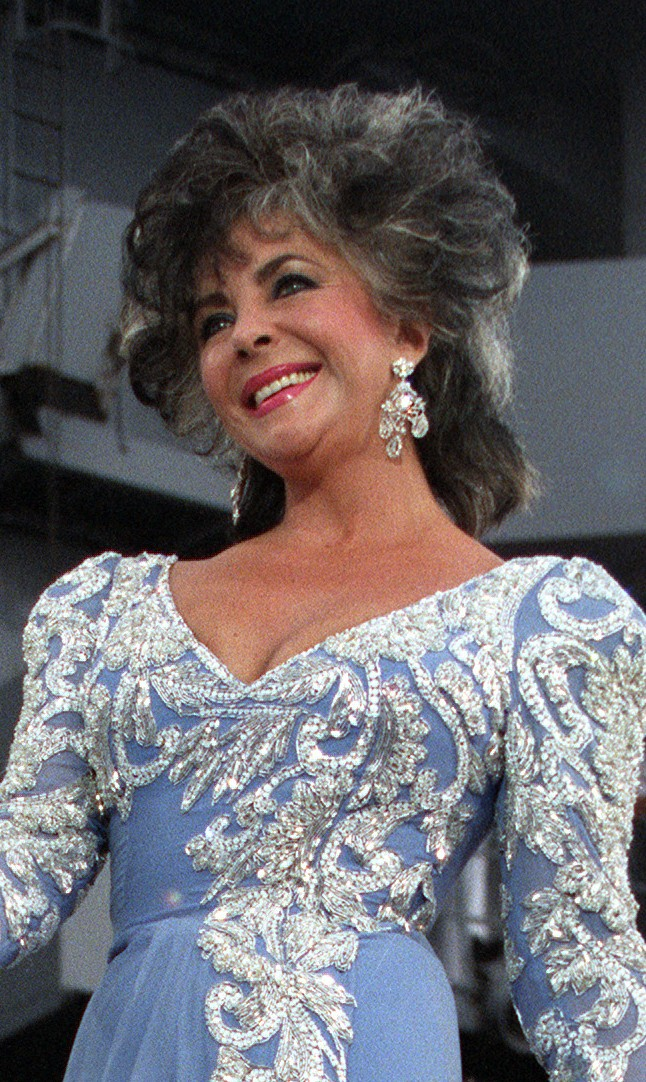
Elizabeth Taylor († 2011)

- 2011: Elizabeth Taylor, US-amerikanisch-britische Schauspielerin
- 2012: Abdullahi Yusuf Ahmed, somalischer Politiker, Staatspräsident
- 2012: Chico Anysio, brasilianischer Schauspieler, Schriftsteller, Komiker und Komponist
- 2012: Khalil Shaheed, US-amerikanischer Musiker
- 2013: Boris Beresowski, russischer Unternehmer
- 2013: Klaus-Jürgen Jacob, deutscher Biologe und Zoodirektor
- 2013: Reinhard Lakomy, deutscher Komponist, Pianist und Sänger
- 2014: Adolfo Suárez, spanischer Politiker, Ministerpräsident
- 2015: Günter Asser, deutscher Mathematiker
- 2015: Lee Kuan Yew, singapurischer Politiker, Premierminister
- 2016: Ken Howard, US-amerikanischer Schauspieler und Gewerkschafter
- 2017: Lola Albright, US-amerikanische Schauspielerin
- 2017ː Ursula Brunner, Schweizer Aktivistin für Fairen Handel
- 2017: William Henry Keeler, US-amerikanischer Geistlicher, Erzbischof von Baltimore, Kardinal

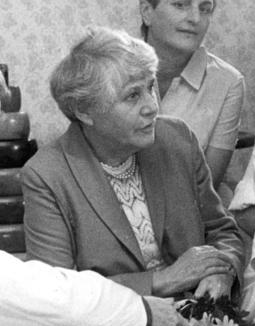
Ingeborg Rapoport († 2017)

- 2017: Ingeborg Rapoport, deutsche Pädiaterin, die mit 102 Jahren promovierte
- 2017: Denis Nikolajewitsch Woronenkow, russischer Jurist und Politiker
- 2018: Philip Kerr, britischer Schriftsteller
- 2018: Mireille Knoll, französische Überlebende des Holocaust
- 2018: Zell Miller, US-amerikanischer Politiker, Gouverneur von Georgia, Senator
- 2018: Anne Ancelin Schützenberger, französische Psychotherapeutin
- 2019: Hermann Angstenberger, deutscher Kirchenmusiker und Komponist
- 2019: Rafi Eitan, israelischer Nachrichtendienstmitarbeiter und Politiker, Chef des Geheimdienstes Lakam, Minister
- 2021: Julie Pomagalski, französische Snowboarderin
- 2021: George Segal, US-amerikanischer Schauspieler
- 2021: Hans Standl, deutscher Sportschütze
- 2022: Madeleine Albright, US-amerikanische Politikerin, Botschafterin bei der UNO, erste Außenministerin der USA
- 2022: Oxana Wiktorowna Baulina, russische Journalistin und Aktivistin
- 2022: Mohamed El-Ashram, ägyptischer Ringer
- 2022: Guðrún Helgadóttir, isländische Kinderbuchautorin und Politikerin, Parlamentspräsidentin
- 2022: Sabine Pettke, deutsche Theologin
- 2022: Dorit Wahl, deutsche Politikerin, MdA
- 2023: Marion Game, französische Schauspielerin
- 2024: Silvia Tortosa, spanische Schauspielerin
- 2025ː Lora Lamm, Schweizer Grafikerin
- 2025ː Brigitte Peters, deutsche Schauspielerin

## Feier- und Gedenktage
- Kirchliche Gedenktage
  - Wolfgang (Anhalt-Köthen), deutscher Fürst, Förderer der Reformation (evangelisch)
- Staatliche Feier- und Gedenktage
  - Bolivien: Tag des Meeres
  - Polen, Ungarn: Tag der polnisch-ungarischen Freundschaft (2007)
- Gedenktage internationaler Organisationen
  - Weltorganisation für Meteorologie: Welttag der Meteorologie

Weitere Einträge enthält die Liste von Gedenk- und Aktionstagen.